# شهرستان تنکابن
شهرستان تنکابن () یکی از شهرستان‌های استان مازندران در شمال ایران است. این شهرستان از سمت غرب با شهرستان رامسر، از شمال با دریای مازندران، از شمال شرقی با شهرستان عباس‌آباد، از شرق با شهرستان کلاردشت و از جنوب با رشته کوه‌های البرز، شهرستان طالقان و منطقه الموت همسایه است.
مرکز این شهرستان شهر تنکابن است و این شهر مرکز فرمانداری ویژه تنکابن می‌باشد. اهالی این شهرستان به گویش تنکابنی و زبان‌های فارسی و مازندرانی و گیلکی گویش می‌کنند و از محصولات مهم آن می‌توان به انواع مرکبات، کیوی، برنج و چای اشاره کرد.
شهرستان تنکابن پنجمین شهرستان پر جمعیت مازندران و پرجمعیت‌ترین شهرستان غرب مازندران است.
این شهرستان مرکز باغ‌های کیوی و پرتقال و چای است و همچنین یکی از بزرگ‌ترین مراکز پروش و صادرکننده انواع گل‌ها و گیاهان زیبا و زینتی است. شهرستان تنکابن با دارا بودن مراکز متعدد پرورش ماهی در شیرود، دوهزار و … قطب پرورش ماهی ایران است و همچنین مرکز تحقیقات ماهیان سردابی کل کشور است.
جمعیت کل شهرستان تنکابن بر اساس آخرین سرشماری در سال نود و پنج ۱۶۶٫۱۳۲ نفر بوده‌است. بخش مرکزی آن با ۹۹٫۱۹۰ نفر (که از این بین جمعیت شهر تنکابن ۵۵٫۴۳۴ نفر و شهر شیرود ۱۱٫۳۷۷ نفر می‌باشد)، بخش خرم‌آباد با ۴۱٫۰۰۶ نفر و بخش نشتا با ۲۵٫۹۳۵ نفر ساکنان کل شهرستان تنکابن را تشکیل می‌دهند.
در حال حاضر بیشتر اهالی استان مازندران این شهرستان را با نام شهسوار می‌شناسند. در دوران پهلوی شهر جدیدالتأسیس شهسوار مرکز «منطقه تنکابن» گردید که پس از انقلاب اسلامی دوباره به تنکابن تغییر نام داد. در زمان سلطنت قاجاریان، خرم‌آباد مرکزیت منطقه تنکابن و مرکز محال‌ثلاثه در عصر حاکمیت خاندان خلعتبری بر این منطقه بوده‌است. در دوران زندیان، افشاریان، صفویان و در زمان الحاق منطقهٔ تنکابن از رویان به دیلمستان این منطقه با نام دِیلَم‌خاصه شناخته می‌شد و مرکز آن «تنکابن» بود که در دوران صفویان به نام فیض هم خوانده می‌شد ولی قبل از الحاق از رویان به دیلمستان، تمام این منطقه با نام تَنکابن شناخته می‌شد. پیشتر از آن و در دوران باستان، این منطقه و مرکز آن تَنکا نام داشت.
- ایران

## از دژ تنکا تا شهرستان تنکابن
تَنکا شهری بزرگ و دژ مانند با حصار و روئی سخت و محکم در غرب طبرستان در ناحیه رویان بوده‌است. این شهر پس از کسب رونق و اشتهار، به ویژه در زمان ضعف حکومتگران علوی، مرکزیت سیاسی را که سال‌های طولانی به «رویان» اختصاص داشت را متعلق به خود کرد. حکام منطقه فرامین خود را از دژ تنکا به نواحی اطراف جاری می‌ساختند. در سال ۵۶۰ قمری نیروهای رویان و دیلمان هم پیمان شدند و نزد ملک اردشیر رفتند، سپس اردشیر به ترتیب به آمل، کجور، کلار و تنکا لشگرکشی نموده و مردمان این ولایات را مطیع خود کرد. در سال ۷۸۹ قمری به دستور امرای گیلان به حدود «تنکا» حمله گردید، خانه‌ها را غارت کردند و قلعه را آتش زدند. چندی پس از نابودی قلعه تَنکا شهری پایین‌تر از خرابه‌های شهر قدیمی ساخته شد و به «پایین تنکا» یا تنکابن موسوم گشت. کم‌کم این نام به تمام سرزمین‌هایی که حکام محلی را تشکیل می‌داد، تعمیم یافت. به‌طور کلی منطقهٔ تنکابن از قرن هفتم در زمان الحاق از رویان به دیلمستان (ناحیه‌ای مستقل بین طبرستان و گیلان) با نام دِیلَم‌خاصه شناخته می‌شد. این منطقه در زلزله سال ۸۸۹ قمری آسیب فراوان دید، به شکلی که بسیاری از عمارتهای آن، از جمله قصر و حمام‌های آن، ویران شد و آنچه باقی ماند ترمیم شدنی نبود. مرکز دیلم خاصه در زمان حکومت صفویان، فیض یا تنکابن نام داشت و نقاط جلگه‌ای منطقه و پایین دست رودخانه، «شهسوار» خوانده می‌شد. این منطقه در دوران حکومت افشاریان و زندیان بیشتر با همان نام دیلم‌خاصه شناخته می‌گردید. پس از الحاق دوباره به طبرستان در زمان سلطنت قاجاریان، خرم‌آباد مرکز منطقه تنکابن و مرکز محال‌ثلاثه (تنکابن، کلارستاق، کجور) در عصر حاکمیت خاندان خلعتبری بر این منطقه بوده‌است. در دوران پهلوی شهر جدیدالتأسیس شهسوار مرکز این منطقه گردید. این نام پس از انقلاب اسلامی بار دیگر به تنکابن تغییر یافت.
طبق تقسیمات کشوری، منطقه تنکابن تا قبل از سال ۱۳۰۸ شمسی از شهرستان املش تا انتهای شهرستان نوشهر را در بر می‌گرفت. رودسر و املش در سال ۱۳۰۸ ش، چالوس و نوشهر در سال ۱۳۲۵ ش، رامسر در سال ۱۳۶۴ و عباس‌آباد در سال ۱۳۸۸ شمسی به ترتیب از منطقه تنکابن جدا شدند.

## وجه تسمیه

### تنکابن و شهسوار
در زمان قاجار ناحیتی به نام تنکابن وجود داشت که این ناحیه تنکابن از لنگا تا سختسر امتداد داشت و مرکز تنکابن شهری به نام خرم آباد بود و از شهسوار به عنوان بندری در شمال تنکابن یاد شده است که در نزدیکی خرم آباد قرار داشت ولیکن پس از روی کار آمدن رضاشاه مرکز تنکابن از شهر خرم آباد به شهر شهسوار تغییر یافت و رضاشاه نام ناحیه تنکابن را نیز تغییر داد و در حقیقت نام یک روستا را روی یک ناحیه گذاشت و از آن پس کل ناحیه تنکابن شهسوار نامیده میشد و شهرستان تنکابن نیز به شهرستان شهسوار تغییر نام داد ولیکن پس از انقلاب نام شهرستان شهسوار به نام سابق خود یعنی شهرستان تنکابن تغییر یافت ولیکن نام شهر شهسوار که از ابتدا نیز شهسوار نامیده میشد به تنکابن تغییر نام یافت در حقیقت شهر تنکابن نام حقیقی اش شهسوار است ولیکن تنکابن نام شهرستان هست که مرکز آن شهسوار است همانطور که سوادکوه نام شهرستان است ولیکن پل سفید نام مرکز شهرستان سوادکوه است.
تغییر نام شهرستان ها و شهرها یکی از کارهای رضاشاه بوده برای مثال رضاشاه نام شهر استرآباد را به گرگان تغییر داد در حالی که گرگان نام شهری در نزدیکی شهر گنبد کاووس بود یا اینکه رضاشاه نام شهر بارفروش را به بابل و نام شهر مشهدسر را به بابلسر تغییر داد در حالی که نام بابل در حقیقت از نام رودخانه ای به نام بابلرود گرفته شده است.

### تنکابن
در گذشته‌ای دور و در طول تاریخ غالب ذکر نام مناطق شمالی ایران، آمارد بوده‌است ولی ظاهراً نخستین بار در اواخر قرن هشتم ه‍ـ. ق، مرعشی در کتاب تاریخ گیلان و دیلمستان از لفظ تنکابن برای این منطقه نام برده‌است. احتمالاً این نام از نام «قلعه تُنکا» گرفته شده‌است که اولیاء اللّه آملی در حدود سال ۷۲۴ خورشیدی آن را در کتاب تاریخ رویان ضبط کرده بود.
در مورد وجه تسمیه تنکابن نظریهٔ دیگری نیز بیان شده؛ تنکابن یا تنک آب بن یعنی جائیکه جلگه ساحلی دریای کاسپین تنک می‌شود. در زبان مازندرانی «تنک» به معنی اندک و کم است. آن قسمت از ساحل دریا که اندک از بن کوه فاصله دارد به عبارت دیگر آن قسمت از ساحل دریا که با پهنای کمی از بن آب ظاهر شده‌است تنک آب بن یا تنکابن نامیده شده‌است. البته دلیل دیگری نیز برای فلسفه این نام بیان شده که به علت تابستان‌های شرجی و طاقت فرسا و همچنین زمستان تقریباً سرد منطقه و شرایط کشاورزی در این آب و هوا از واژه «تن کاه» به معنی کاهنده جسم و تن برای سختی تعبیر از تن کاه بن به تنکابن درآمده است.
در زبان مازندرانی و بنابر کتاب سفرنامه مازندران و استرآباد، پسوند بُن به معنی «پایین» می‌باشد که در اسامی مکان‌های زیادی در شمال کشور وجود دارد. در نتیجه تنکابن به معنی پایین تنکا یا زیر تنکا می‌باشد. به نوشته رابینو تنکابن به معنای «پایین تنکا» است؛ که پس از آن و در دوران اسلامی دیلمستان یا دیلم خاصه نامیده شد.

### شهسوار
سلاطین صفوی برای تقویت قوای منطقه تنکابن جهت فتح نهایی گیلان و خاتمه دادن به اغتشاشات بین طوایف این حدود، به کوچ عشایر جنگجوی کرمانشاه به منطقهٔ تنکابن اقدام نمودند. از جمله ایل‌هایی که در زمان سلطنت شاه طهماسب اول به این منطقه کوچانده شدند، ایل کرد روزکی و ایل شهسواران روزکی بودند. ایل کرد روزکی به ریاست و ایلخانی شرف الدین علی بدلیسی در دو سوی شرق و غرب سخت‌سر و پیرامون آن و در پایین دست شمالی رودخانه مرزی (رود سرخانی) مستقر شدند تا جبهه کیاییان گیلان را از سوی شرق گیلان در فشار گذارند تا در صورت حمله ارتش قزلباش از طریق دره سفید رود به گیلان، پیروزی بدست آید. طایفه شهسواران ایل روزکی نیز در نقاط جلگه‌ای منطقهٔ تنکابن و مصب رودخانه مرزی (رودخانهٔ نمکاوه رود) سکونت یافتند تا مرزبان تنکابن در برابر تهاجمات ملوک رستمدار (کجور و کلارستاق) باشند. نام شهسوار نیز از آن دوران به این منطقه داده شد. در دوران پهلوی نیز شهر جدیدالتأسیس شهسوار مرکز منطقه گردید که پس از انقلاب اسلامی به نام قدیمی آن تنکابن تغییر پیدا کرد.

## گویش تنکابنی
در منطقه تنکابن هر سه زبان فارسی و مازندرانی و گیلکی رایج است.
در واقع مهاجران کجوری، کلارستاقی، عباس‌آبادی به زبان مازندرانی و مهاجران لنگرودی، رودسری و اشکوری به زبان گیلکی گویش می‌کنند ولیکن مردم بومی تنکابن (شهسوار)، خرم‌آباد و نشتارود به گویش تنکابنی سخن می‌گویند. برخی از زبانشناسان گویش تنکابنی را غربی‌ترین گویش زبان مازندرانی دانسته‌اند که با زبان گیلکی درآمیخته است، برخی نیز این گویش را شرقی‌ترین گویش زبان گیلکی دانسته‌اند که با زبان مازندرانی درآمیخته است و برخی از زبانشناسان این گویش را به دلیل درامیختگی با دو زبان مازندرانی و گیلکی، یک گویش مجزا از این دو زبان دانسته‌اند.
گویش تنکابنی از هر دو زبان مازندرانی و گیلکی تأثیرات فراوانی پذیرفته‌است و در مقابل ویژگی‌های منحصر به فردی دارد که آن را هم از لحاظ ساختاری و هم واژگانی از این دو زبان متمایز می‌کند.

### تفاوت ساختاری
| فارسی معیار           | مازندرانی (لهجه ساری) | مازندرانی (لهجه چالوس)                | گویش تنکابنی (لهجه شهسواری) | گیلکی (لهجه رشت) |
| --------------------- | --------------------- | ------------------------------------- | --------------------------- | ---------------- |
| دخترها دارند می‌روند   | kijāon dare šone      | kijâšon dare šene                     | kijâšon dare bušon          | korān šon daren  |
| دخترها داشتند می‌رفتند | kijāon dai šine       | kijâšon dave šine/kijâšon dare šemane | kijâšon dabon bušon         | korān šon dobon  |
| به تو گفتم            | tere boteme           | tere boteme                           | tere bagutom                | tere bogoftom    |
| کار کردم              | kâr hâkerdeme         | kār hākurdeme                         | kâr hakerdom                | kâr bokodom      |

### تفاوت و شباهت‌های واژگانی
| فارسی معیار | مازندرانی              | گویش تنکابنی | گیلکی            |
| ----------- | ---------------------- | ------------ | ---------------- |
| پسر         | ریکا                   | ریکا/ وچه    | وچه/ ری/ ریکه    |
| دختر        | کیجا                   | کیجا         | کور/ لاکو/ کلیکا |
| بزرگ        | گت                     | گت           | پیله             |
| گربه        | بامشی/ پیچا            | پیچا         | پیچا/ پیچه       |
| بچه         | وچه                    | وچه          | زاک              |
| اردک        | سیکا/ بیلی             | بیلی         | بیلی/ بلی        |
| گنجشک       | میچکا                  | ملجه         | ملجه/ چی چی نی   |
| مورچه       | ملیجه                  | ملیج دانه    | پیتار            |
| خفاش        | شوپر                   | شوپری        | شوپر             |
| شپش         | اسپیج/ اسبیج           | اسبیج        | سوبوج            |
| گاو         | گو                     | گو           | گو/ گاب          |
| گفتم        | بوتمه / باتمه / بگوتمه | بگوتم        | بگوفتم / بوتم    |
| کردم        | هاکردمه / هکردمه       | هکردم        | بوکودم / بوودم   |

## مختصات و مشخصات جغرافیایی

### مختصات جغرافیایی
شهرستان تنکابن یکی از شهرستان‌های استان مازندران است که در غرب این استان واقع شده و مرکز آن از نظر جغرافیایی در ۵۰ درجه و ۸۸ دقیقه در ازای خاوری و ۳۶ درجه و ۸۲ دقیقه پهنای شمالی و ۲۰ متر پایین‌تر از سطح دریای آزاد قرار دارد.
این شهرستان از شمال به دریای مازندران، از غرب به شهرستان رامسر، از شمال شرقی به شهرستان عباس‌آباد، از شرق به شهرستان کلاردشت، از جنوب به الموت و سلسله جبال البرز محدود می‌شود و بر اساس آخرین تقسیمات کشوری در سال ۱۳۹۵ مساحت این شهرستان بالغ بر ۱۷۴۰ کیلومتر مربع است.
شهر تنکابن در مسیر راه رشت–چالوس واقع شده‌است.
- مسیرهای دسترسی و راه‌های ارتباطی:
- راه تنکابن–الموت به درازای ۱۱۵ کیلومتر
- راه تنکابن–رامسر به درازای ۲۵ کیلومتر
- راه تنکابن–چالوس به درازای ۵۵ کیلومتر
- راه تنکابن–عباس‌آباد به درازای ۲۵ کیلومتر
- راه تنکابن–کلاردشت به درازای ۵۵ کیلومتر
- راه تنکابن–شانه تراش به درازای ۴۳ کیلومتر
- راه تنکابن–جنت رودبار به درازای ۷۰ کیلومتر
- راه تنکابن–قزوین به درازای ۱۹۰ کیلومتر

## تقسیمات کشوری و جمعیت‌شناسی
| استان    | شهرستان | بخش‌ها   | دهستان‌ها     | شهرها (مرکز)* | جمعیت شهرستان (۱۳۹۵) | جمعیت شهرستان (۱۳۹۰) |
| -------- | ------- | ------- | ------------ | ------------- | -------------------- | -------------------- |
| مازندران | تنکابن  | مرکزی   | گلیجان       | تنکابن* شیرود | ۱۶۶٫۱۳۲              | ۱۵۳٫۹۴۰              |
| مازندران | تنکابن  | مرکزی   | میر شمس‌الدین | تنکابن* شیرود | ۱۶۶٫۱۳۲              | ۱۵۳٫۹۴۰              |
| مازندران | تنکابن  | نشتا    | تمشکل        | نشتارود       | ۱۶۶٫۱۳۲              | ۱۵۳٫۹۴۰              |
| مازندران | تنکابن  | نشتا    | کترا         | نشتارود       | ۱۶۶٫۱۳۲              | ۱۵۳٫۹۴۰              |
| مازندران | تنکابن  | خرم‌آباد | بلده         | خرم‌آباد       | ۱۶۶٫۱۳۲              | ۱۵۳٫۹۴۰              |
| مازندران | تنکابن  | خرم‌آباد | بلده شرقی    | خرم‌آباد       | ۱۶۶٫۱۳۲              | ۱۵۳٫۹۴۰              |
| مازندران | تنکابن  | کوهستان | میاندامان    | -             | ۱۶۶٫۱۳۲              | ۱۵۳٫۹۴۰              |
| مازندران | تنکابن  | کوهستان | دو هزار      | -             | ۱۶۶٫۱۳۲              | ۱۵۳٫۹۴۰              |
| مازندران | تنکابن  | کوهستان | سه هزار      | -             | ۱۶۶٫۱۳۲              | ۱۵۳٫۹۴۰              |

### شهرها
- تنکابن (شهسوار)
- شیرود
- نشتارود
- خرم‌آباد

### جمعیت‌شناسی
جمعیت کل شهرستان تنکابن بر اساس آخرین سرشماری در سال نود و پنج ۱۶۶٫۱۳۲ نفر بوده‌است. «بخش مرکزی آن با ۹۹٫۱۹۰ نفر»، «بخش خرم‌آباد با ۴۱٫۰۰۶ نفر» و «بخش نشتا با ۲۵٫۹۳۵ نفر» ساکنان کل این شهرستان را شکل می‌دهند. در بخش مرکزی شهرستان تنکابن «۵۵٫۴۳۴ نفر ساکن شهر تنکابن» و «۱۱٫۳۷۷ نفر ساکن شهر شیرود» می‌باشند. «شهر خرم‌آباد با ۱۱٫۵۴۲ نفر» و «شهر نشتارود با ۶٫۳۹۴ نفر» دیگر ساکنان شهرهای این شهرستان را تشکیل می‌دهند و بقیه اهالی شهرستان تنکابن در دهستان‌ها و مناطق روستایی ساکن می‌باشند.

## تاریخچه جداسازی شهرستان تنکابن

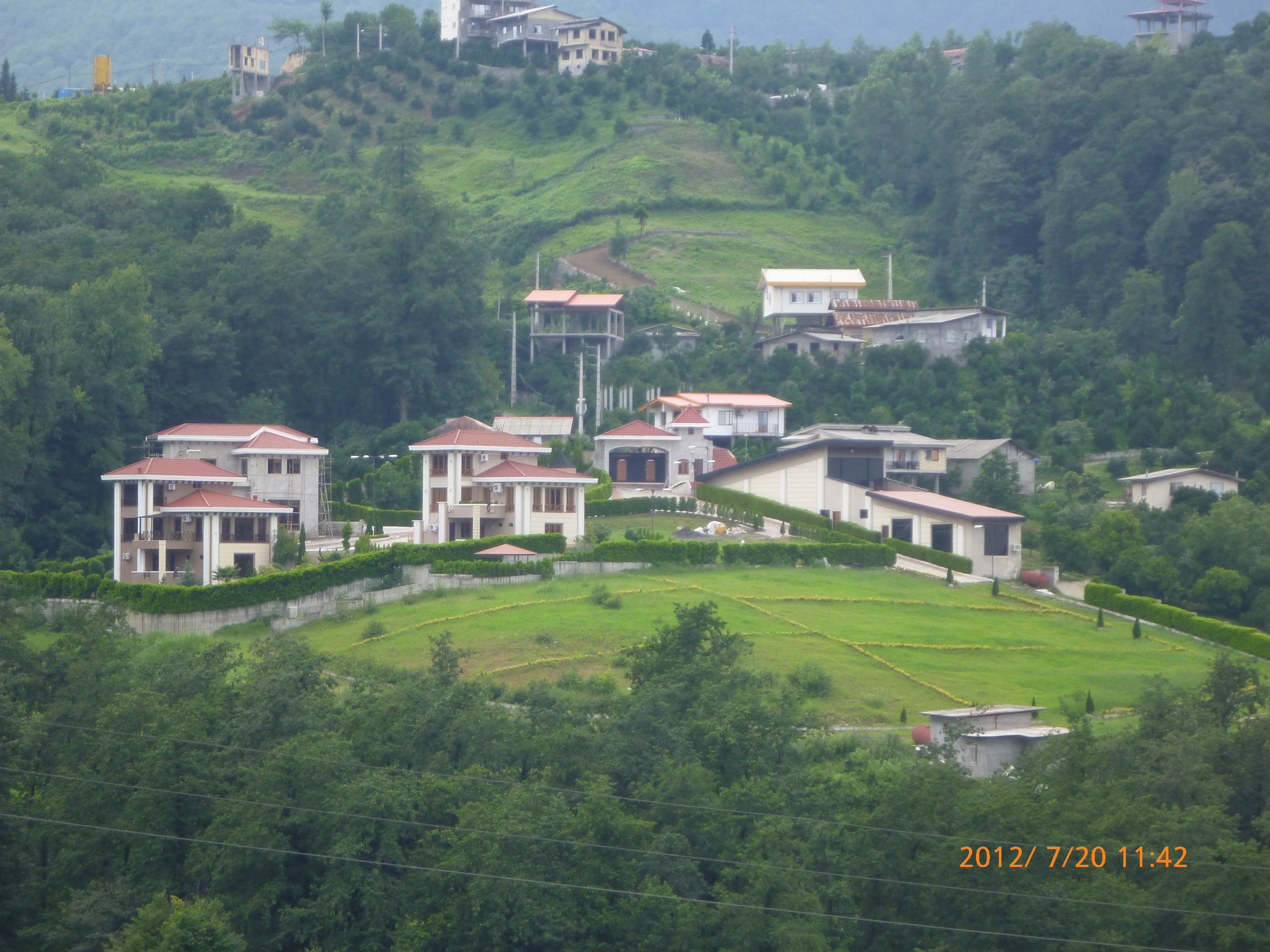
شهرستان تنکابن

بهاءالدین محمد بن حسن بن اسفندیار نویسنده کتاب تاریخ اسفندیار که در قرن ششم و هفتم می‌زیست در این زمان حدود مازندران را از دینار جاری در شرق ملاط که در نزدیکی هوسم (رودسر) قرار دارد می‌داند پس در این زمان حدود تنکابن جزء مازندران محسوب می‌شده‌است. زمانی که خان زند به قدرت رسید هدایت‌الله خان فومنی حاکم گیلان در سال ۱۱۸۵ قمری به منظور توسعه قلمرو خود به طرف شرق گیلان روی آورد و تنکابن را از غرب مازندران ضمیمه گیلان کرد و یکی از افراد قوی حصارلو را به حکمرانی تنکابن برگزید که بر ذائقه مردم تنکابن علی‌الخصوص طوایف مهم و مدعی خوش نیامد. برای چاره جویی، شکوه و شکایت از حاکم ظالم وقت سه نفر از سران طوایف و بزرگان قبایل و منطقه که یکی از آنان مهدی خان خلابر بوده‌است به شیراز رفته و به ملاقات با شاه زند نائل آمدند و نظر خان زند را از طایفه حصارلو برگرداندند و کریم خان زند حکم حکومت تنکابن را به نام مهدی خلابر صادر کرد و به وی لقب خان را اعطاء کرد. مهم‌ترین ماجراجویی و فرصت خواهی خان خلابران همدستی وی با آقا محمد خان قاجار درایام مبارزاتش علیه زندیه بود. با روی کار آمدن قاجار خلابران تنکابن برای تحکیم پایه‌های حکومت قاجار از جان مایه گذاشتند و در سخت‌ترین لحظات در کنار این ایل قرار داشتند. مهدی خان خلابری (تنکابنی) دربسیاری از صحنه‌ها به فریاد آغا محمد خان و کسان او رسیده و از همین رو قدرت او رو به فزونی نهاد. در سال ۱۱۹۵، آقامحمدخان قاجار مهدی خان خلابر را همراه مرتضی‌قلی‌خان قاجار (برادر آقامحمدخان قاجار) برای فتح گیلان به گیلان فرستاد. پس از فتح گیلان مهدی خلابر از آقامحمدخان خواست تا با جدایی تنکابن از گیلان و الحاق آن به مازندران موافقت کند. با موافقت آقامحمدخان در این سال، ولایت تنکابن ضمیمه مازندران شد و نواحی کلاردشت و کجور به تنکابن الحاق شد و این‌گونه ولایت محال ثلاث / ثلاثه تشکیل شد. مهدی خان خلابر از اجداد پدری محمدولی‌خان تنکابنی بوده‌است که عامل اصلی بازگردانده شدن تنکابن از گیلان به مازندران بوده‌است.
اکنون این شهرستان دارای محدوده‌ای از شرق شهر تازه تأسیس شیرود و تا پارک ملی خشکه‌داران در شرق نشتارود در مرز شهرستان تازه تأسیس عباس‌آباد امتداد دارد.
به‌طور کلی شهرستان تنکابن امروز با تنکابن زمان قاجار تفاوت‌های زیادی دارد، شهرستان تنکابن در گذشته شامل ۵ شهرستان دیگر بوده که امروزه از این شهرستان جدا شده‌اند. شهرستان رودسر در سال ۱۳۲۰ (از شهرستان رودسر نیز شهرستان املش منشعب شده‌است)، شهرستان‌های چالوس و نوشهر تحت عنوان یک شهرستان در آن زمان در سال ۱۳۲۴، شهرستان رامسر بعد از انقلاب و در سال ۱۳۶۴ از این شهرستان بزرگ جدا شده‌اند و به شهرستان‌های مستقلی تبدیل شده‌اند؛ و شهرستان عباس‌آباد (تنکابن) واقع در ناحیه شرقی شهرستان بزرگ تنکابن از سال ۱۳۸۹ شروع به کار کرد."
در بیانات مربوط به تاریخچه تنکابن به عنوان شهر محوری و مرکزی غرب مازندران و شرق گیلان بیان تاریخچه اداره ثبت احوال مازندران نیز خالی از لطف نمی‌باشد که در سایت رسمی این سازمان به آن اشاره شده‌است. «اداره کل ثبت احوال مازندران درسال ۱۳۰۵ در مرکز استان مازندران، شهرستان ساری تأسیس و با ۵ اداره ثبت احوال ساری، بابل، قائمشهر، آمل، تنکابن شروع به کار نمود. اولین شناسنامه در استان به نام آقا سید آقا میرزا فرزانه در تاریخ ۱۳۰۵/۱۱/۰۴در اداره ثبت احوال تنکابن صادر شده‌است.». " و حوزه‌های ابواب جمعی این اداره درسالهای اولیه تأسیس شامل ۱۴ حوزه بنامهای شهسوار، گلیجان، رامسر، سیاهکلرود کلاچای واشکورات، رودسر، املش، خرم آباد، نشتارود، عباس آباد، کلاردشت، نوشهر و چالوس، صلاح الدین کلاوعلمده (رویان) بوده‌است ." که بیانگر مرکزیت این شهر از مناطق رودسر در استان گیلان تا منطقه علمده نور یا همان رویان امروزی می‌باشد.

## تاریخچه

### آماردها

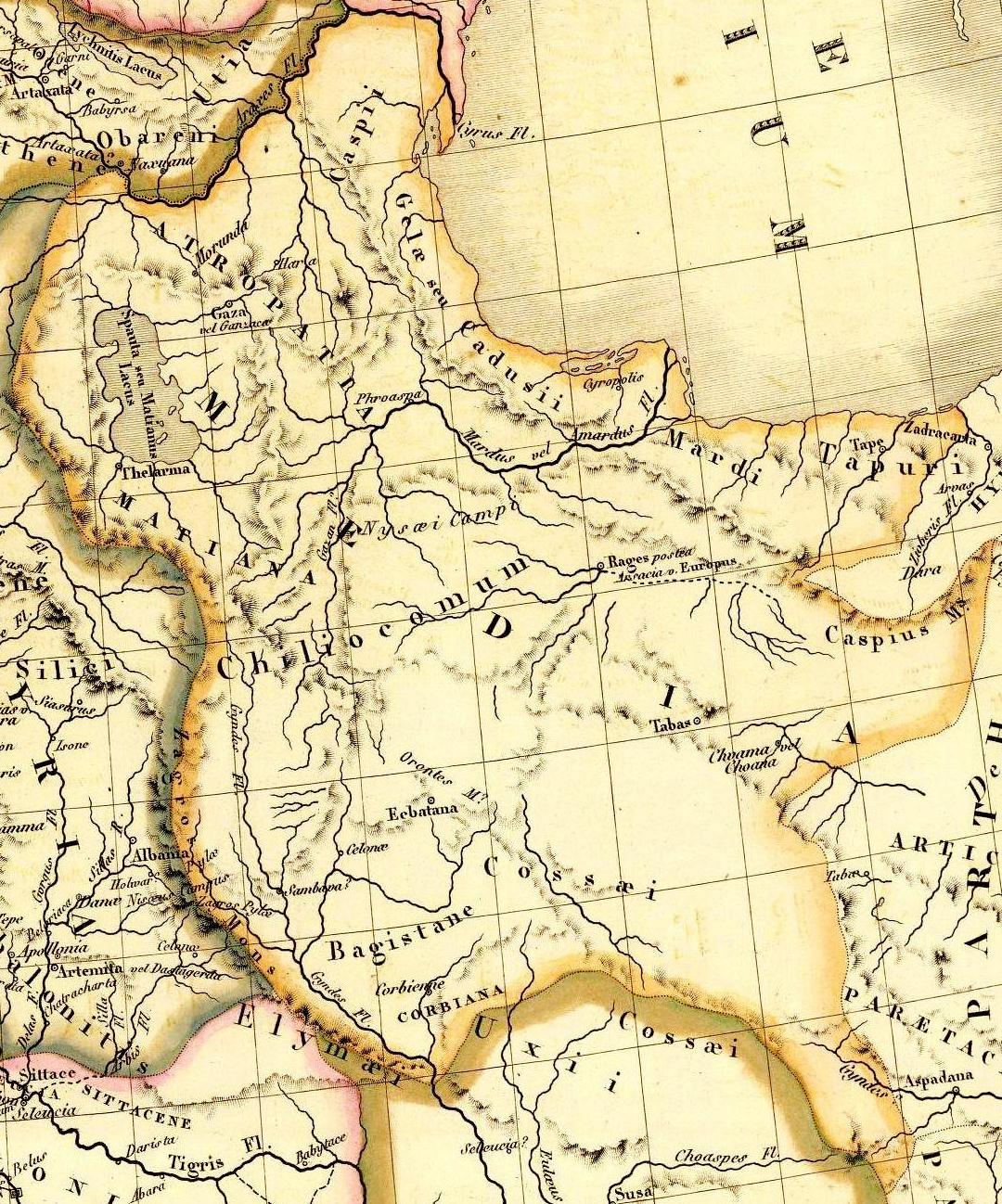
موقعیت قوم تپور و آمارد پیش از کوچ آمارد

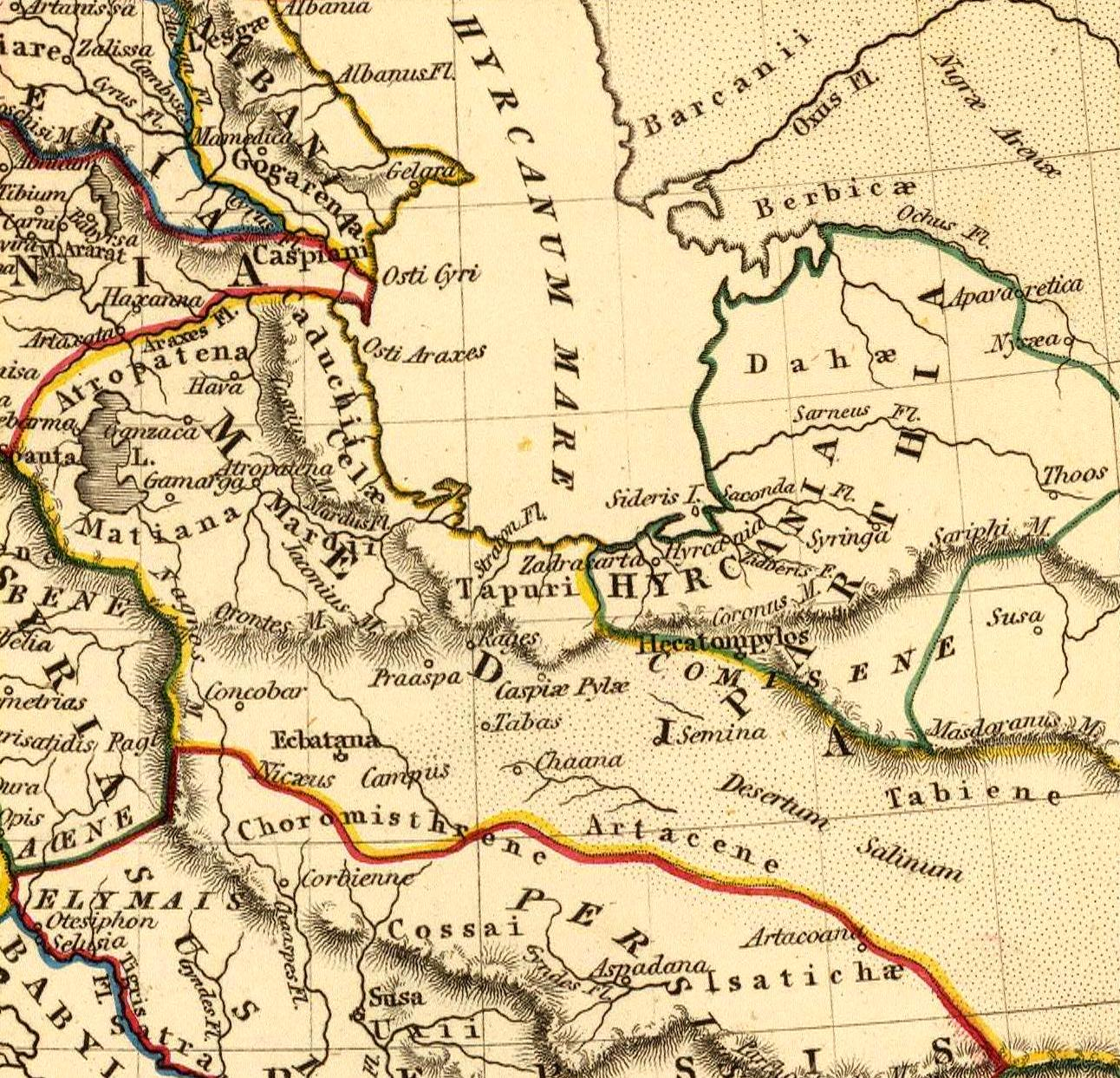
موقعیت قوم تپور و آمارد پس از کوچ آمارد

به اعتقاد مورخین آماردها و تپور نخستین سکنه باستانی مازندران بودند و آماردها از آمل تا تنکابن و تپورها از آمل تا گرگان سکونت داشتند. در عصر هخامنشی در کرانه جنوبی دریای مازندران اقوام، تپوری، آمارد، آناریاکه و کادوسی سکونت داشتند. مورخین آماردها را به مردمان داهه و سکایی و پارسی پیوند داده‌اند.
هرودوت از قبیله مارد (mardes) در کنار دائی‌ها (daens)، دروپیک‌ها (dropiques)، و ساگارتی‌ها (sagarties) به عنوان پارس‌های کوچنشین و صحراگرد یاد کرده‌است. پلینیوس مورخ یونانی محل آماردها را قسمت شرقی مارگانیا شناسایی کرده‌است. استرابون(۶۳ ق. م) قوم آمارد را در کنار اقوام تپوری، کادوسی و کرتی به عنوان اقوام کوهستان نشین شمال کشور یاد می‌کند. استرابو می‌نویسد: تمام مناطق این کشور به استثنای بخشی به سمت شمال که کوهستانی و ناهموار و سرد است و محل زندگی کوهنشینانی به نام کادوسی (Cadusii) و آماردی (Amardi) و تپوری (Tapyri) و کرتی (Cyrtii) و سایر مردمان دیگراست، حاصلخیز است.
به گفته ویلفرد مادلونگ، تپورها در ابتدا در قسمت جنوب شرقی منطقه مازندران زندگی می‌کردند، در اوایل تحت تسلط هخامنشیان قرار گرفتند، آماردها توسط اسکندر بزرگ و بعداً توسط پارتیان شکست خوردند و در قرن دوم پیش از میلاد آنها را در اطراف ری اسکان دادند. قلمرو سابق آماردها توسط تپورها اشغال شده بود. بطلمیوس در ناحیه شرق دیلم در ساحل دریای مازندران تنها از تپورها یاد می‌کند.
در دوره حکومت اشکانی ماردها از استقلال داخلی برخوردار بودند و در مقابل قوای حکومت مرکزی ایران به شدت مقاومت می‌کردند. فرهاداول شاهنشاه اشکانی سرانجام توانست آنهارا پس حدود ۵ سال جنگ پیوسته و مقاومت مغلوب و مطیع خود ساخت و آن‌ها رابرای مرزبانی به قسمت شرقی کشور فرستاد. ایزیدور خاراکسی به اقوام آمارد در رشته کوه البرز اشاره می‌کند که در زمان فرهاد اشکانی به خاراکس (گرمسار) کوچانده شدند. ایزیدور خاراکسی می‌نویسد: ماردی‌ها مردم فقیری در رشته کوه‌های البرز بودند که فرهاد اول آنها را شکست داد و آنها را مطیع خود ساخت. فرهاد اول ماردی‌ها را در خاراکس اسکان داد. به گزارش دانشنامه ایرانیکا فرهاد اول اشکانی (۱۷۶–۱۷۱ قبل از میلاد) با هدف گسترش کنترل اشکانیان بر البرز و گسترش جاده شرق به غرب ماد، سرزمین آمارد را فتح کرد. این موفقیت با الحاق قبلی هیرکانی به پادشاهی اشکانیان آماده شده بود. فرهاد اول اشکانی آماردی‌ها را در خاراکس (گرمسار)، در نزدیکی گذرگاه دروازه‌های کاسپین که ماد را به پارت متصل می‌کند، ساکن کرد. احتمالاً وظیفه مهاجران تأمین امنیت جاده بوده‌است.
احسان یارشاطر در کتاب تاریخ ایران کمبریج در صفحه ۷۶۶ چاپ ۱۹۸۳، تپوری‌ها قومی خوانده‌است که در دوران فرهاد یکم اشکانی، از پرثوه (Parthyene) به مناطق مرکزی جنوب دریای خزر (مازندران کنونی و حوالی آن) کوچانده شدند و تپورها با قوم آمارد، در همسایگی غربی‌شان، درآمیخته شد و با هضم در جوامع آریایی، قومیت کنونی مازندرانی را تشکیل دادند.
اسدالله عمادی ادعای کوچ قوم تپور از پرثوه به مازندران را رد می‌نماید و می‌گوید پیش از آنکه اشکانیان به قدرت برسند تپورها در مازندران ساکن بودند و کراتر فرمانده یونانی از سرزمین آنها گذشت. نظر مورخین یونانی نیز موافق با نظر اسدالله عمادی می‌باشد و کتزیاس مورخ یونانی عصر هخامنشی سرزمین تپوری را همان مازندران می‌داند و سرزمین تپوری را سرزمینی ما بین هیرکانی و کادوسی معرفی می‌کند و پولیبیوس نیز کوه‌های تپوری را همان کوه‌های مازندران می‌داند و به این کوه بین دروازه کاسپین (گرمسار) و دریای هیرکانی اشاره می‌کند و استرابون به سرزمین تپوری در نزدیکی ری و دروازه کاسپین (گرمسار) اشاره می‌کند و آریان و کوینت کورس در شرح جنگ‌های اسکندر مقدونی و هخامنشیان به یک ساتراپ به نام ساتراپ تپوری در حاشیه دریای مازندران اشاره می‌کنند که سرزمین آمارد نیز به آن ضمیمه شده بود.
ژرژ راولینسون نیز می‌پردازد به یورش فرهاد یکم به گسترهٔ آماردها در مازندران امروزی و بخش‌های شرقی البرز، و همچنین به برونکرد و کوچ ناگزیر آماردها به‌دست او و جایگزینی قوم تپور در نواحی آمارد نشین اشاره می‌کند.

### تپورها

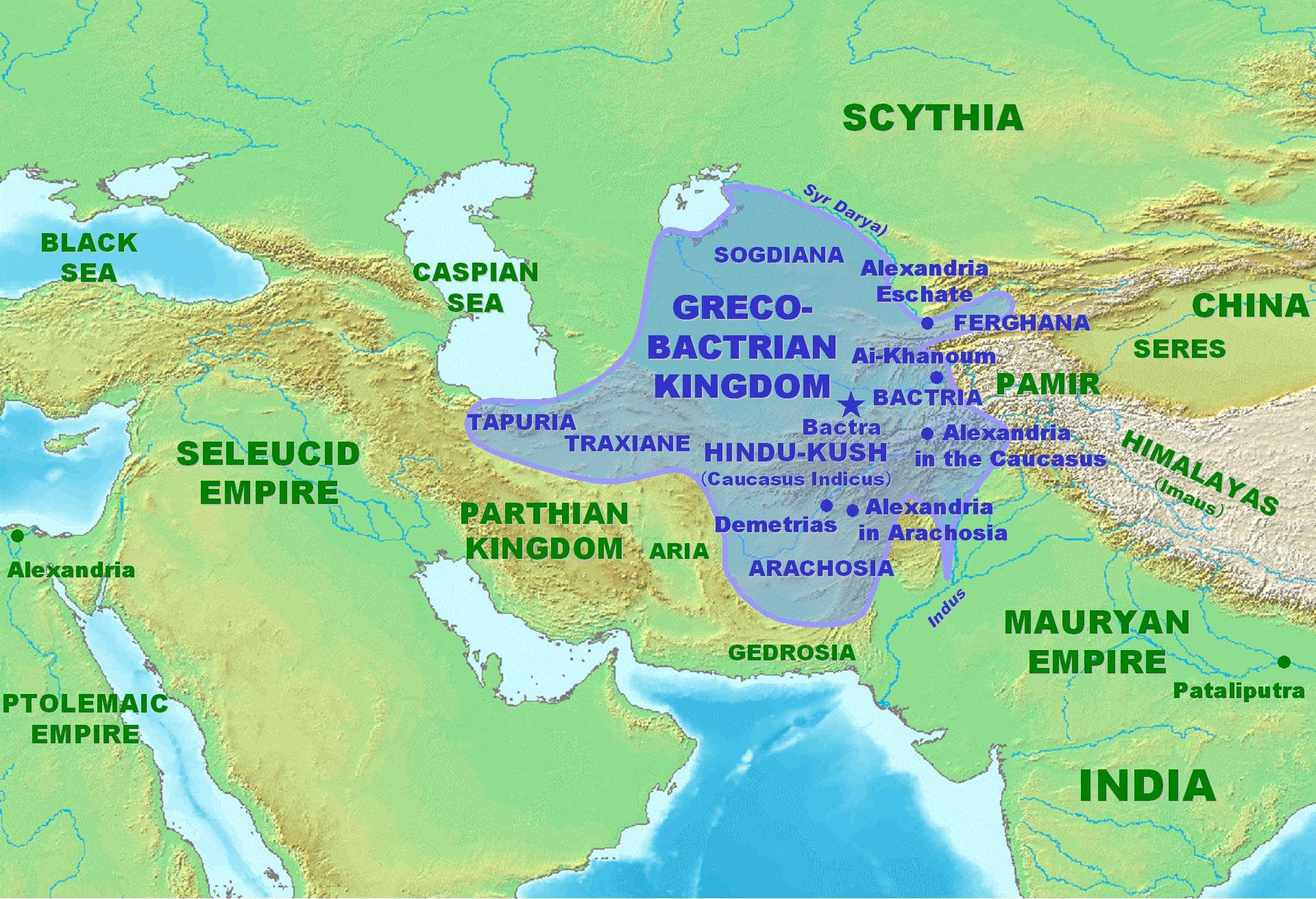
نقشه دولت یونانی بلخ. نام سرزمین Tapuria در جنوب دریای مازندران دیده می‌شود.

نقشه حدود طبرستان در دوران پس از اسلام

تپورها قومی گسترده پیش از آریایی‌ها بوده‌اند که به وسیلهٔ اقوام مهاجر ایرانی به نواحی کوهستانی عقب رانده شدند. محققین تپوری‌ها را از بومی‌های مازندران و نواحی آن از زمان قبل از آمدن آریان‌ها به ایران می‌دانند.
ویلیام اسمیت در فرهنگ لغت جغرافیای یونان و روم می‌نویسد: تپورها قومی بودند که محل سکونت آنها در دوره‌های مختلف تاریخ به نظر می‌رسد در امتداد فضای وسیعی از کشور از ارمنستان به سمت شرق تا آمودریا گسترش یافته بود. استرابون آنها را در کنار دروازه‌های کاسپین و ری، در پارت و بین دربیک و هیرکانی و همراه با آماردی‌ها و سایر مردم در امتداد سواحل جنوبی دریای مازندران قرار می‌دهد که آخرین دیدگاه یعنی سکونت در امتداد سواحل جنوبی دریای مازندران مطابق نظر کوینت کورس و دیونیسوس و پلینی هم می‌باشد. بطلمیوس در جایی آنها را در زمره اقوام سرزمین ماد به حساب می‌آورد و در جایی دیگر آنها را به مارگیانا نسبت می‌دهد. تپوری‌هایی که در پلینی و کوینت کورس به آنها اشاره می‌کند شکی در آن نیست که ناحیه کنونی طبرستان نام خود را از آنها گرفته‌است. آلیان توصیف عجیبی از تپوری‌هایی که در ماد زندگی می‌کردند ارائه می‌دهد.
نام تاریخی سرزمین شمالی ایران در دوران باستان بصورت تپوش‌آری و تپوری و تپورستان بوده‌است که ریشه در نام قوم تپور دارد. به گفته اسدالله عمادی نخستین بار نام این سرزمین در کتیبه‌های آشوری بصورت تپوش‌آری ذکر شده‌است. کتزیاس مورخ عصر هخامنشیان در شرح لشکرکشی‌های آشوریان، به سرزمین تپوری بین دو سرزمین هیرکانی و کادوسی اشاره می‌نماید و پولیبیوس به کوه‌های تپوری در حد فاصل دروازه کاسپین (گرمسار) و دریای هیرکانی اشاره می‌نماید و استرابون به سرزمین تپوری در نزدیکی ری و دروازه کاسپین (گرمسار) اشاره می‌کند و آریان و کوینت کورس در شرح جنگ‌های اسکندر مقدونی و هخامنشیان به یک ساتراپ به نام ساتراپ تپوری در حاشیه دریای مازندران اشاره می‌کنند که سرزمین آمارد نیز به آن ضمیمه شده بود. مورخین ارمنی عصر ساسانی همچون موسی خورنی و سبئوس به این سرزمین با عنوان تپرستان یاد کرده‌اند. نام این سرزمین در سکه اسپهبدان طبرستان بصورت تپورستان ذکر شده‌است.

### نبرد آماردها با اسکندر
آریان می‌نویسد: اسکندر با هیپاسپیست‌ها و تیراندازان آگریانی و دسته‌های سنوس و آمین‌تاس و کمانداران سواره و نیمی از سواره نظام به ولایت ماردها رفته و اسرای زیاد گرفت و اکثر اشخاصی را که جنگ کرده بودند کشت. چون محل‌های این مردم سخت و به علاوه این ولایت فقیر است هیچ مرد جنگی قبل از اسکندر به اینجا نیامده بود. فاتح ناگهان از ولایت آنها گذشت و قبل از اینکه متوجه شوند بر آنها تاخت. این مردم به جاهای سخت کوه‌ها پناه بردند و اسکندر در آنجا هم بر ماردها فایق آمد و پیروز شد. ماردها فرستاده‌ای فرستادند و مطیع اسکندر گشتند. اسکندر ولایت ماردها را به به تپورستان که والی آن فرادات بود ضمیمه کرد.

### نبرد آماردها و تپورها با اسکندر
کوینت کورس می‌نویسد: در همسایگی هیرکانیا مردمی می‌زیستند که موسوم به ماردها بودند. اینها حاضر نشدند رسولانی نزد اسکندر فرستاده و تمکین کنند. این قضیه بسیار به اسکندر گران آمد و گفت: خیلی غریب است که یک مشت مارد نمی‌خواهند مرا فاتح بدانند. پس از آن از قشون خود عده ای از سپاهیان زبده برداشته و قصد ماردها حرکت کرد و در طلیعه صبح مقابل آنها پدید آمد. ماردها بلندی‌ها را اشغال کرده بودند و اسکندر پس از جنگ آنها را از مواقعشان براند. بر اثر این احوال آنها به داخل مملکت خود عقب نشستند و دهات همجوار به دست مقدونی‌ها افتاد. ولی پس از آن حرکت قشون مقدونی به درون ولایت آنها دچار مشکل گردید، توضیح آنکه جنگل‌های وسیع و کوه‌های بلند در اینجا زیاد بود و بومی‌ها جلگه‌ها را هم با استحکاماتی سد کرده بودند.
کوینت کورس این استحکامات را چنین شرح می‌دهد: تپوری‌ها مخصوصاً (به عمد) درختان را خیلی نزدیک به هم کاشته‌اند. پس از آنکه این درختها قدری نشو و نما کرد، ماردها جوانه‌های درختان را با دست در خاک فرو می‌برند و هر یک از جوانه‌ها جوانه‌های دیگری را بیرون می‌دهد ولی تپوری‌ها نمی‌گذارند جوانه‌ها به‌طور طبیعی برویند بلکه آنها را بهم نزدیک کرده گره می‌زنند و بعد این ترکه‌ها دارای برگهای ضخیم می‌گردد تمام این زمین را فرو می‌گیرد. بدین ترتیب از جوانه‌ها و شاخ و برگ‌های آنها دامی مانند تور ایجاد شده تمام راه را مسدود می‌دارد. برای حرکت قشون اسکندر چاره ای جز استعمال تبر نبود ولی آنهم در مقابل سختی درختان که از گره‌های زیاد و از شاخه‌های درهم دویده حاصل شده بود به کار نمی‌آمد.
از طرف دیگر تپوری‌ها در پناه استحکامات خود به مقدونی‌ها باران تیر می‌باریدند. بالاخره اسکندر امر کرد که این جنگل‌ها را از هر طرف احاطه کنند و اگر روزنه‌ای یافتند حمله برند. مقدونی‌ها چنین کردند و چون محل را نمی‌شناختند اغلب مقدونی‌ها راه را گم کردند. در این احوال تپوری‌ها اسب اسکندر که بوسیفال نام داشت را ربودند. اسکندر چون این اسب را خیلی دوست می‌داشت در خشم فرورفت جارچی فرستاده، تهدید کرد که اگر اسب او را پس ندهند به احدی امان نخواهد داد. پس از این تپوری‌ها اسب را به او رد کردند با وجود این اسکندر امر کرد درختان را بیندازند از کوه خاک آورده روی جوانه‌ها و شاخ و برگ‌ها بریزند. مقدونی‌ها به اجرایی امر اسکندر پرداختند و تپوری‌ها چون دیدند استحکامات آنها بدین ترتیب خراب خواهد شد فرستاده‌ای فرستادند و تمکین کردند. پس از آن اسکندر فرادات را حاکم آنها قرار داده و به اردوی خود برگشت.
فرادات حاکم تپورهای بخش شمالی تپورستان (دشت و هامون) بوده که با اسکندر مصالحه نمود و تپوری‌های بخش جنوبی تپورستان (کوهپایه و کوهستان) فرمانروای دیگری داشتند که حاضر به مصالحه با اسکندر نبودند و در نهایت فرادات بر سرزمین تپورهای کوهستان و آماردها دست یافت.

### فرادات حاکم تپورها در عصر اسکندر
فرادات فرمانده قوم تپور در نبرد هخامنشیان و یونانیان و همچنین والی تپورستان در عهد خشیارشاه و اسکندر مقدونی می‌باشد.
به گزارش لوسیوس فلاویوس آریان گزنفون مورخ یونانی زمانی که اسکندر به ولایت هیرکانیا رفت قشون خود را سه قسمت کرد؛ قسمتی که از همه زیاد تر بود با خود به زادراکرات برد و قسمت دیگر را با کراتر به مملکت تپوری‌ها (تپوری‌های ساکن در هیرکانیا) برد و قسمت سوم را به سرداری اری گیوس مأمور بود که با بار و بنه و خارجی‌ها حرکت کند.
پس از اینکه اسکندر از معابر هیرکانیا گذشت وارد زادراکرات (ساری یا استراباد) شد در اینجا کراتر به او رسید. در این هنگام ارته باذ با سه پسر خود که نامشان سوفن و آریو برزن و ارسام بود نزد اسکندر آمد. فرادات فرمانده تپوری‌ها و نمایندگان یونانی‌های اجیر هم با اینها آمدند. اسکندر ارته باذ را به احترام پذیرفت و فرادات را فرمانده تپورها و والی تپورستان ابقا کرد.
پس از آنکه اسکندر وارد شهر آروس گردید و کراتر و اریگسوس را در اینجا یافت. آنها فرادات حاکم تپوری‌ها را همراه آورده بودند. اسکندر این اسیر را خوب پذیرفت. پس از آن آن مناپیس را که در زمان اُخُس فرار کرده و به دربار فلیپ پناهنده شده بود والی هیرکانیا کرد و فرادات را به حکومت تپورستان ابقا داشت.

### شکل‌گیری ساتراپ تپوری در دوران اسکندر
اسکندر پس از دست یابی به سرزمین آمارد ولایت آمارد را به تپورستان که والی آن فرادات بود ضمیمه کرد.
نواحی شرقی کشور که شامل ایران و بخش‌هایی از آسیای میانه و هندوستان بودند و از چهارده ساتراپ نشین تشکیل می‌شدند: پارس، پارتاکن، کرمان، ماد، تپوری (به ضمیمه آمارد)، پارت، هیرکانیا، باختر، هریوه (به ضمیمه درانگیانا)، گدروسیا (به ضمیمه کشور اوریتان)، آراخسیا، پاروپانیسادان، هندوستان این سوی سند، هندوستان آن سوی سند

### آماردها و تپورها در عصر سلوکیان و اشکانیان
در دوران اسکندر مقدونی سرزمین آمارد به سرزمین تپوری ضمیمه گشت.
تیرداد اشکانی دومین پادشاه اشکانی هیرکانیا و کومس و کناره‌های جنوبی دریای مازندران که ممکلت اقوام تپوری بود را به تصرف خود درآورد و پایتخت خود را به شهر سلوکی صد دروازه در ناحیه کومس انتقال داد. تیرداد اشکانی در سال ۲۲۱ پیش از میلاد در گذشت و ارشک دوم به پادشاهی رسید و قلمروی پارتیان تا سال ۲۰۹ پیش از میلاد تا همدان در ماد می‌رسید. سرزمین تپوریه در زمان ارشک دوم مورد حمله آنتیوخوس سوم قرار گرفت. آنتیوخوس سوم در عین اینکه با پایداری سختی مواجه بود به سرزمین تپوریه در البرز تاخت و هیرکانیا را نیز به تصرف خود درآورد و با ارشک دوم پیمان یگانگی بست. در این دوره پادشاهی اشکانی با وجود اینکه با فتوحات سلوکیان محدود و کوچک شده بود ولی بر پا ماند. پس از آن نیز با تاخت و تازهای دولت یونانی بلخ بار دیگر قلمرو شاهنشاهی اشکانی کوچکتر شد. پس از مرگ ارشک دوم در سال ۱۹۱ پیش از میلاد فریاپت شاه شد و دو پسر به نام‌های فرهاد و مهرداد داشت که فرزند بزرگتر فرهاد شاه شد. در این دوره آنتیوخوس سوم در جنگ با روم شکست خورده بود و در دفاع از قلمروی خود ناتوان شده بود. فرهاد اول بر آماردیان و دیگر اقوام ساکن رشته کوه‌های البرز تاخت و سرزمین تپوریه و هیرکانیا و سایر نواحی را به تصرف خود درآورد و مرز پارت را تا مغرب دربند خزر گشود و آماردیان را به شهر خاراکس (خوار) کوچ داد. پس از فرهاد قدرت به برادرش مهرداد یکم رسید. در این دوره سرزمین تپوریه مدتی تحت تسلط اوکراتید حاکم دولت یونانی بلخ درآمد ولی مهرداد یکم در سال ۱۶۰ پیش از میلاد سرزمین تپوریه را بار دیگر به تصرف خود درآورد. سرزمین تپوریه تا زمان بلاش یکم تحت سیطره اشکانیان باقی ماند ولی در زمان بلاش اول سرزمین تپوریه و دیگر نواحی جنوبی دریای مازندران مورد حمله و تاخت و تاز آلان‌ها قرار گرفت و حتی آلان‌ها از جنوب دریای مازندران و سرزمین تپوریه گذشته و به این طرف و آن طرف ارس در حال تاخت و تاز بودند ولی به نظر می‌رسد بلاش توانست کنترل سرزمین تپوریه را در دست بگیرد و بطوریکه در اواخر عهد اشکانیان خاندان گشنسب شاهان گرشاهی بر ولایت تپوریه حکم می‌راندند و حتی در دوران شاهنشاهی ساسانی قلمروی خود را تا گیلان توسعه دادند.

### دوران اشکانی و ساسانی
در دوران اشکانی و ساسانی تنکابن بخشی از تپورستان و ناحیه رویان بود. تنکابن به همراه کلارستاق و کجور از نواحی اصلی سرزمین رویان بوده‌است.
رویان به سرزمینی آباد در غرب مازندران گفته می‌شد که شامل هوسم، تنکابن، الموت، لنگا، طالقان، کلارستاق، کجور، لورا، ارنگه، رودبار قصران و لارقصران می‌شد.
در دوران اشکانی و ساسانی منطقه تنکابن تحت حاکمیت خاندان گشنسپ از پادشاهان تپورستان بوده‌است.
در پیوند با تاریخ مردم مازندرانی، باید به این نکته توجه داشت که پیشینه گذاشتن نام مازندران به روی طبرستان پس از سرایش شاهنامه بوده‌است و در نگاشته‌های پیش از شاهنامه فردوسی، نامی از مازندران در دست نیست و تاریخ نگاران یونانی و رومی، در گزارش‌های تاریخی خود پس از قدرت‌گیری اشکانیان، نام آن سامان را تپوریا(TAPURIA) قید کرده‌اند. چنانچه در دوران ساسانیان آن را تپورستان خوانده‌اند و پس از یورش عرب‌ها در منابع ایرانی و عربی، به طبرستان معرب شده‌است. همچنین بسیاری از اساتید شاهنامه‌شناس در اینباره کتاب و مقالاتی ارائه کرده‌اند. مانند کتاب «پژوهشی در شاهنامه» نوشته دکتر حسین کریمان، ادیب و لغت‌شناس و مورخ معاصر و استاد دانشگاه شهید بهشتی که در باب تفاوت مازندران شاهنامه فردوسی با مازندران امروزی نوشته شده‌است.

### رویان
رویان به سرزمینی آباد در غرب مازندران گفته می‌شد که شامل کجور (نور و نوشهر)، کلارستاق (چالوس و کلاردشت)، لنگا (عباس‌آباد و شرق نشتارود)، تنکا (تنکابن، رامسر و غرب نشتارود)، هوسم (رودسر و املش)، الموت، طالقان، لورا، ارنگه، رودبار قصران و لار قصران می‌شد. به گفته ابن فقیه همدانی، رویان از کوره‌های طبرستان است و از شهرهای رویان: چالوس، لارز، شرز و بذشوارجر است. در حدودالعالم؛ ناتل، چالوس و کلار از کورهٔ رویان و جزئی از خاک طبرستان معرفی شده‌است.

### رستمدار
از قرن هفتم تا دوره صفویه منطقهٔ رویان عمدتاً با نام رویان و رستمدار یا رستمدار شناخته می‌شد و در این دوره مرزها ی ولایت رستمدار شامل مناطق کلارستاق، کجور، نور، طالقان، لاریجان، لواسانات، شمیرانات و مناطق پشت کوه البرز مرکزی می‌شد. سابقاً طبرستان شامل گرگان، استرآباد، مازندران و رستمدار می‌شد یعنی سرتاسر ناحیه‌ای که بین دینار جاری در مشرق و ملاط لنگرود (واقع در گیلان) در مغرب بود را شامل می‌گشت. سرحدات قدیمی رستمدار عبارت بود از: سیسنگان یا رودخانه مانهیر در مشرق و ملاط لنگرود در مغرب. مدتی بعد این سرحدات تغییر شکل یافتند و می‌توان گفت که رستمدار ناحیه‌ای را که از آمل تا گیلان ادامه می‌یافت شامل می‌شد. رویان نام اراضی مسطح بود ولی همچنین به سرتاسر رستمدار نیز گفته می‌شد.

### پس از اسلام

سرزمین طبرستان در اوایل دوره اسلامی.

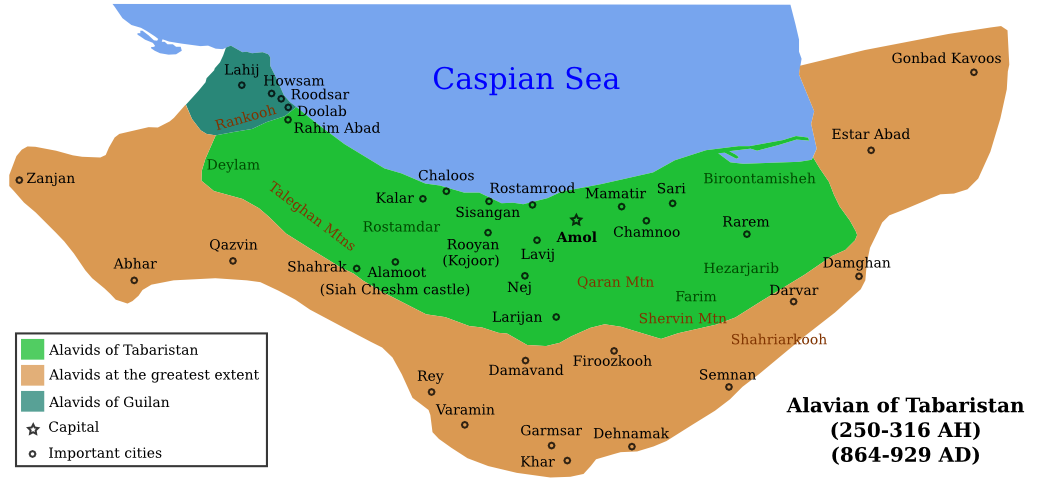
طبرستان در عصر علویان

تَنکا شهری بزرگ و دژ مانند با حصار و روئی سخت محکم در غرب طبرستان در ناحیه رویان بوده‌است. رویان و رستمدار بنا بنوشته ظهرالدین مرعشی مؤلف کتاب مازندران و رویان از مشرق به سی سنگان و رودخانه مانهیر و از مغرب به ملاط و هوسم بود.
در سال ۵۹۰ قمری که استندار هزار اسف بن شهرنوش اسپهبد رویان که ضد اردشیر بن حسن شورید و با فرقه اسماعیلیه داخل اتحاد شد سرزمین بین سختسر تا ملاط را به این فرقه داد، چندی بعد استندار شهرآگیم بن نماور بیستون اسپهبد رویان با ملوک گیلان وارد نبرد شد ولی پس از جنگ‌های عدیده از شکست خورد و منطقه تنکابن را به گیلان واگذار کرد و از این تاریخ تنکابن از قلمرو طبرستان و رویان خارج و ضمیمه دیلمستان گردید و دیلم خاصه خوانده شد. از این تاریخ به بعد نواحی تنکابن و سخستر و هوسم و ملاط با هر پیروزی و شکست بین مازندران و گیلان بارها دست به دست شده‌است.درسال ۸۳۰ میان ملک کیومرث رستمدار حاکم رویان طبرستان با حکام کیایی گیلان دشمنی سخت پدید آمد و در نهایت ملک کیومرث رستمدار با حمایت اهالی کجور و کلارستاق در سال ۸۳۱ قمری به سرزمین کیاییان گیلان حمله نموده و با شکست دادن کیاییان گیلان منطقهٔ تنکابن را فتح نمود و عمارت خاصه سید داوود کارکیا را آتش زده و برخی از حامیان کیاییان را به قتل رساند پس از این دوره کیاییان ناحیه تنکابن را به ملک کیومرث رستمدار حاکم رویان واگذار نمودند ملک کیومرث بین سال‌های ۸۰۷ تا ۸۵۷ قمری بر رویان حکومت راند و مرزهای حکومت ملک کیومرث از شرق تا لاریجان آمل (رودخانه هراز) و از غرب تا تنکابن (رودخانه سرخانی) و از جنوب تا طالقان امتداد می‌یافت.
در کتاب حدود العالم بتاریخ تألیف ۳۷۲ هجری قمری در ذکر حدود نواحی چون دیلم خاصه و طبرستان و گیلان آمده‌است: دیلمان ناحیتیست دیلم خاصه که از این ناحیت باشد میان طبرستان و جبال و گیلان و دریاء خزران نهاده‌است و این مردمان دو گروه‌اند، یک گروه بر کران دریا باشند و دیگر گروه اندر کوه‌ها و شکستگی‌ها، و گروهی اندر میان این هردو قومست. اما این کی بر کران دریاست، ایشان را ده ناحیتست خُرد چون: لترا، وارپوآ، لنکا، مرد، جالک رود، کرک رود، دینار رود، جود اهنجان، ملان رودبار، هوسم، و از پس کوه برابر این ده ناحیت، سه ناحیت بزرگست چون: وستان، شیر، پژم و هر ناحیتی را از این ناحیت‌ها، ناحیت‌ها و ده‌ها بسیار است و این همه اندر مقدار بیست فرسنگ است اندر بیست و پنج فرسنگ؛ و این ناحیت دیلم ناحیتیست آبادان و با خواسته و مردمان وی همه لشکری اند یا برزیگر و زنان شان نیز برزیگری کنند و ایشان را هیچ شهری با منبر نیست و شهرشان کلار است و چالوس طبرستان ناحیتی بزرگ ازین ناحیت دیلمان است و حدش از چالوسست تا تمیشه و این ناحیتیست آبادان و (با نعمت و) بسیار خواسته و بازرگانان بسیار و طعامشان بیشترین نان برنج است و ماهی، بام خانه‌هایشان سفال سرخ است از بسیاری باران کی آنجا آید بتابستان و زمستان ناتل، چالوس، رودان، کلار، شهرک‌هایی اند اندر کوه‌ها و شکستگی‌ها و این ناحیتی است هم از طبرستان و لکن پادشاهی دیگر است و پادشاه او را استندار خوانند، حد وی از ری تا دریا بکشد، و کلار و چالوس بر حدیست میان دیلمان خاصه و طبرستان و این چالوس بر کران دریاست و کلار اندر کوهست و از رودان جامه سرخ خیزد پشمین کی از وی بارانی کنند و بهمه جهان ببرند و گلیم‌ها کبود خیزد کی هم بناحیت طبرستان بکار دارند گیلان ناحیتیست جدا میان دیلمان و جبال و آذربایگان و دریاء خزران و این ناحیتیست بر صحرا نهاده میان با آبهاء روان بسیار، یکی رودیست عظیم سپید رود خوانند، میان گیلان ببرد و به دریاء خزران افتد، و این گیلان دو گروه‌اند، یک گروه میان دریا و این رودند و ایشان را «از این سوی رودی» خوانند و گروهی دیگر میان رود و کوهند ایشان را «از آن سوی رودی» خوانند، اما «ازین سوی رودیان» را هفت ناحیتست بزرگ چون: لافجان، میالفجان، کشکجان، برفجان، داخل، تجن، جمه؛ و اما آنک «از آن سوی رودیان» اند ایشان را یازده ناحیتست بزرگ چون حانکجان، نَنَک، کوتم، سراوان، پیلمان شهر، رشت، تولیم، دولاب، کهن روذ، استراب، خوان بلی اولیاالله آملی نویسنده کتاب تاریخ رویان تألیف قرن هشتم هجری چنین آورده‌است: القصه بعد از آنکه افراسیاب و منوچهر با هم صلح کردند، سبب آنکه دوازده سال آنجا مقیم بود، عمارت رویان و آن نواحی بادید آمد. از آنجا فال گرفت و آن نواحی را عمارت فرمود و در طبرستان مقام ساخت و آن را حدود معین کرد. از طرف شرق دینار جاری و از طرف غرب ملاط (دهکده ای که حد غربی طبرستان بوده و تا امروز باقی ست)است. اینست مبدأ عمارت رویان که بطریق ایجاز نبشته شد و العلم عند الله. پس معلوم شد که اول کسی که بنیاد کوره رویان نهاد منوچهر بود. و به زبان طبری استان کوه را گویند. پس معنی استندار، ملک الجبال باشد، یعنی حاکم و پادشاه کوه، همچنانکه ملوک باوند را در آن عهد ملک الجبال خوانندی، پس معنی استندار نیز همان باشد ملا شیخ علی گیلانی در کتاب تاریخ مازندران که در سال ۱۰۴۴ هجری قمری تألیف شده استندار را ناحیتی بالتمام در طبرستان قید کرده‌است در کتاب تاریخ طبرستان و رویان و مازندران تألیف ظهیرالدین مرعشی بتاریخ تألیف (۸۱۵–۸۹۲ ه‍.ق) در ذکر حدود طبرستان و رستمدار آمده‌است: مقصود که چون منوچهر شاه، دوازده سال در مقابل افراسیاب بود، عمارت رویان و نواحی آن پدید آمد. در طبرستان مقام ساخت و حدود آن معین گردانید، از طرف شرق دنیاره جاری و غربی قریه ملاط که آن قریه شهر هوسم اکنون به فرضه روده سر اشتهار دارد در سنه سمائه خمسین و خمسائه چون علاء الدوله حسن بر جای پدر خود بنشست از الیشه رود تا به کنس تمامی به استندار کیکاوس مسلم داشت و سامان رودخانه شد و حد غربی اصلاً ملاطه بوده، اما به زمان ملک هزار اسف بن شهرنوش هزار اسف به پادشاه مازندران خلاف کرده بود و با ملاحده اتفاق نموده بود از سخت سر تا ملاطه به ملحدان مسلم داشت و سخت سر را سامان غربی استندار گردانید و این در سنه تسعین و خمسائه بود و بعد از آن در زمان استندار شهر آکیم بن نماور بیستون بعد از سنه اربعین و سمائه با ملوک گیلان مخالفت کرده بود و در ساحل دریا نزاع می‌کردند و استندار چون مقاومت نتواست کرد مُعَسکر می‌گذاشت باز پس رفت تا به کنار نمکاوه رود رسید (نمکاوه رود که سرحد تنکابن است) و ملوک جیلان هرچند کوشیدند استندار را از آنجا نتوانستند برداشتند. آخر همان‌جا حد ملک او نهادند والله اعلم بالصواب و حد مازندران شرقی از بیشه انجدان می‌باشد و غربی ملاط ملاحق به حد شرقی استندار که مذکور شد
دیلمستان' یا سرزمیندیلم از قرن سوم تا قرن هفتم و هشتم هجری به شرق گیلان و غرب مازندران یعنی محدوده سیاهکل تا تنکابن امروزی گفته می‌شد اما پس از تسلط مغولان بر ایران به جای استفاده از واژه دیلم از گیلان استفاده گردید و مراکز قدرت از کوه‌های گیلان به سرزمین‌های جلگه‌ای منتقل گردید لذا از این به بعد در متون تاریخی و جغرافیایی جایگزینی گیلان به جای دیلم قابل ملاحظه می‌باشد. اما به‌طور کلی باید بیان کرد که از گیلان برای مناطق جلگه‌ای و لفظ دیلم برای مناطق کوهستانی کاربرد داشته‌است.
در کتاب مازندران در تاریخ نیز بدان اشاره شده‌است، و به گونه‌ای که دیلمان را تعریف می‌کند تداعی‌کننده منطقه تنکابن امروزی می‌باشد:"دیلمان میان تبرستان و کوهستان (جبال) و گیلان است. مردمان آن دو گروه هستند:یک گروه بر کران دریا باشند. گروه دیگر در کوهستان‌ها، و گروهی هم میان ان دو، این منطقه دیلمان که بر کران دریا است ده ناحیه است، چون:لنزا، واریوا، لنگا، مرد، چالک رود، کرک رود، دیناررود، جودا هنجان (جواهرده نتهیجان)، رودبار، هوسم (رودسر).
در پشت این ده ناحیه، سه ناحیه بزرگ است، چون رستان، شیر، پژم. این همه بیست فرسنگ است در بیست و پنج فرسنگ. این ناحیه دیلم است وکلار و سالوس".
به عنوان سندی دیگر به حدود این منطقه می‌توان به تاخت و تاز اعراب به دیلمستان یا دیلمان توجه کرد. یاقوت حموی نوشته‌است:حجاج بن یوسف دستور داد میانه قزوین و واسط (شهری نزدیک کوفه)، بلندیهایی ساختند که هر زمان در قزوین با دیلمان جنگ روی می‌دهد در این بلندی‌ها آتش روشن کنند تا همگان آگاه شوند. حجاج پسر خود را با لشکری به تاخت وتاز دیلمستان فرستاد. حجاج، عمر بن هانی را به جنگ دیلمان فرستاد.
حدود تنکابن از شرق رودخانه نمک ابرود و از غرب رودخانه سرخانی هوسم است.
حد طبرستان در نقشه‌ها و دوران‌های مختلف گاه تمام البرز کوه را شامل می‌شده و گاه تنها ولایات شمالی ایران و البته در بیشتر دوران‌ها محدوده‌ای نزدیک به مازندران فعلی را در بر می‌گرفته‌است. یاقوت حموی در معجم البلدان ذیل کلمه مازندران و طبرستان می‌نویسد: «طبرستان معروف به مازندران است و نمی‌دانم از کی به مازندران نامیده شده‌است و آن نامی است که ما آن را در کتاب‌های قدیم نیافتیم، و همانا از زبان اهل آن بلاد شنیده شده‌است و بی‌شک مازندران و طبرستان یکی است.»
در حقیقت این دو اسم یعنی طبرستان و مازندران به یک معنی بوده‌اند اما در همان حال که اسم طبرستان بر تمامی نواحی کوهستانی و اراضی پست ساحلی گفته می‌شد کلمهٔ مازندران بر منطقهٔ ارضی پست ساحلی از دلتای سپیدرود تا جنوب شرقی بحر خزر امتداد دارد گفته می‌شد.
به مازندران موزاندرون می‌گفتند به سبب آنکه موز نام کوهیست از حد گیلان کشیده تا بلار و قصران که موز کوه گویندهمچنین تا به جاجرم یعنی این ولایت درون کوه موز است اما آنچه منسوب به طبرستان منسوب است از دینار جاری شرقی تا به ملاط که دهی است ورای هوسم می‌گویند که در قدیم بیشه بوده‌است.

#### کیائیان
از حکمرانی سادات گیلان بر تنکابن و وقایع نیمة دوم قرن هشتم و قرن نهم، مطالب فراوانی در منابع آمده‌است، از جمله اینکه در ۷۶۹ سید رکابزن کیا، از فرزندان کیا ابوالحسن مشهور به المؤیدباللّه، بر تنکابن و قسمتی از دیلمستان مانند شیرود و هزار حکمرانی می‌کرده‌است و بسیاری از اهالی مانند او شیعه زیدی بوده‌اند. در ۷۸۹، عده‌ای از سادات گیلان به دستور امرای گیلانی، از جمله امرای ناصرود، کشته شدند. در پی این واقعه، سید هادی کیا با نزدیکان و یاران خود به سمت تنکابن رفت و در «دز تنکا» پناه گرفت. این امر موجب شد تا امرای ناصرود که در پی سادات بودند، به حدود تنکابن حمله و خانه‌ها را غارت کنند و آتش زنند. سیدهادی کیا در سال ۷۹۶–۷۹۷ فرمانروای تنکابن شد. وی در تقسیم «ولایت بیه پیش»، فرزندش، سیدیحیی کیا، را به تنکابن فرستاد و مِلک موروثی خود را به او واگذار کرد.
در ۸۰۶ خواندمیر به ولایت تنکابن اشاره کرده و در ۸۱۶ مرعشی از حکمرانیِ سیدداوود کارکیای تنکابنی، فرزند سیدهادی کیا، در تنکابن یاد کرده‌است. مَلک کیومرث ــ که در ۸۳۰ به مخالفت با سادات گیلان برخاسته بود ــ در ۸۳۱ عمارت خاصة سید داوود کارکیای تنکابنی را که در اواخر تابستان هنوز در ییلاق به سر می‌برد، آتش زد و برخی اهالی را به قتل رساند. در ۸۶۵ مازندرانی از «موضع تنکابن» در «مملکت گیلان» نام برده‌است. مرعشی در ۸۸۹ به حرکت خود از کِلیشُم (از قرای ییلاقی تنکابن) به تنکابن برای تصرف «دشت تنکابن» اشاره کرده‌است.

#### قوی حصارلوئیان ۱
در دورة صفویه، اسکندربیک منشی در ذکر امرای نامدار شاه طهماسب، به فرمانروایی شرف خان روزکی بر تنکابن اشاره کرده‌است. رابینو نیز در ذکر فرمانروایان صفویِ حاکمِ تنکابن، علاوه بر شرف الدین، از الوند سلطان بن حسین خان فیروزجنگ (فرمانروا در ۱۰۰۶) و حیدرسلطانِ قویْ حصارلو نام برده‌است.
در دورة افشاریه (۱۱۴۸–۱۲۱۰)، میرزا مهدی خان استرآبادی نام «قریة تنکابن» را در «اعمال دیلَمان» ضبط کرده‌است. به گزارش غفاری کاشانی در ۱۱۶۸، محمدحسن خان قاجار برای فتح گیلان به تنکابن لشکر کشیده بود. حدوداً بین سال‌های ۱۱۷۵ تا ۱۱۸۵، ابراهیم خان عمارلو شش سال حاکم تنکابن شد. در ۱۱۸۵ هدایت خان، حاکم گیلان که در صدد توسعة قلمرو خود به سمت مشرق بود، تنکابن را از فرمانروایان کُرد (رستم خان عمارلو) گرفت و با موافقت کریم خان زند (متوفی ۱۱۹۳) آن را به گیلان ملحق ساخت، سپس فردی از ایل «قوی حصارلو» را حاکم تنکابن کرد؛ اما بعدها به فرمان کریم خان، ایل قوی حصارلو از حکومت تنکابن برکنار شدند.

#### عمارلوئیان
حدوداً بین سال‌های ۱۱۷۵ تا ۱۱۸۵، ابراهیم خان عمارلو شش سال حاکم تنکابن شد. در ۱۱۸۵ هدایت خان، حاکم گیلان که در صدد توسعة قلمرو خود به سمت مشرق بود، تنکابن را از فرمانروایان کُرد (رستم خان عمارلو) گرفت و با موافقت کریم خان زند (متوفی ۱۱۹۳) آن را به گیلان ملحق ساخت،

#### قوی حصارلوئیان ۲
هدایت خان فردی از ایل «قوی حصارلو» را حاکم تنکابن کرد؛ اما بعدها به فرمان کریم خان، ایل قوی حصارلو از حکومت تنکابن برکنار شدند.

#### خلعت بریان
از اواخر حکومت کریم خان زند ــ که به دستور وی مهدی خان خلعت بری (از طایفه خَلابَران) به حکومت تنکابن رسید تا پایان حکومت قاجاریه، خلابران بر تنکابن حکومت کردند. در ۱۱۹۵، مهدی خان تفنگچیان تنکابنی را همراه مرتضی قلی خان، برادر آقامحمدخان قاجار، که از طرف او مأمور فتح گیلان بود، فرستاد و از آقامحمدخان خواست تا با جدایی تنکابن از گیلان و الحاق آن به مازندران موافقت کند. با موافقت آقامحمدخان در این سال، ولایت تنکابن ضمیمه مازندران شد و با الحاق نواحی کلاردشت و کجور به تنکابن، ولایت محال ثلاث / ثلاثه تشکیل شد. به نوشتة زین العابدین شیروانی در ۱۲۴۷، تنکابن قصبه‌ای در گیلان و میان جنگل بوده، آب فراوان و هوای بد، خاک ابریشم خیز و زمین عفونت انگیز و برنج بسیار داشته‌است. وی فزوده‌است که حکیم مؤمن مؤلفِ تحفة المؤمنین * اهل آنجاست.
زمانی که خان زند به قدرت رسید هدایت‌الله خان فومنی حاکم گیلان در سال ۱۱۸۵ قمری به منظور توسعه قلمرو خود به طرف شرق گیلان روی آورد و تنکابن را از غرب مازندران ضمیمه گیلان کرد و یکی از افراد قوی حصارلو را به حکمرانی تنکابن برگزید که بر ذائقه مردم تنکابن علی‌الخصوص طوایف مهم و مدعی خوش نیامد. برای چاره جویی، شکوه و شکایت از حاکم ظالم وقت سه نفر از سران طوایف و بزرگان قبایل و منطقه که یکی از آنان مهدی خان خلابر بوده‌است به شیراز رفته و به ملاقات با شاه زند نائل آمدند و نظر خان زند را از طایفه حصارلو برگرداندند و کریم خان زند حکم حکومت تنکابن را به نام مهدی خلابر صادر کرد و به وی لقب خان را اعطاء کرد. مهم‌ترین ماجراجویی و فرصت خواهی خان خلابران همدستی وی با آقا محمد خان قاجار درایام مبارزاتش علیه زندیه بود. با روی کار آمدن قاجار خلابران تنکابن برای تحکیم پایه‌های حکومت قاجار از جان مایه گذاشتند و در سخت‌ترین لحظات در کنار این ایل قرار داشتند. مهدی خان خلابری (تنکابنی) دربسیاری از صحنه‌ها به فریاد آغا محمد خان و کسان او رسیده و از همین رو قدرت او رو به فزونی نهاد. در سال ۱۱۹۵، آقامحمدخان قاجار مهدی خان خلابر را همراه مرتضی‌قلی‌خان قاجار (برادر آقامحمدخان قاجار) برای فتح گیلان به گیلان فرستاد. پس از فتح گیلان مهدی خلابر از آقامحمدخان خواست تا با جدایی تنکابن از گیلان و الحاق آن به مازندران موافقت کند. با موافقت آقامحمدخان در این سال، ولایت تنکابن ضمیمه مازندران شد و نواحی کلاردشت و کجور به تنکابن الحاق شد و این‌گونه ولایت محال ثلاث / ثلاثه تشکیل شد.
در زمان محمدشاه قاجار (۱۲۵۰–۱۲۶۴) که حبیب اللّه ساعدالدوله حاکم تنکابن و محال ثلاث شده بود، تنکابن نفوذ سیاسی بسیار یافت (یوسفی نیا، ص ۳۳۹). در حدود ۱۲۷۵ مکنزی و ملگونوف در بارة بلوک و محله تنکابن و مالیات آن، تولید ابریشم و صادرات گندم و برنج آن به گیلان و قزوین و باکو مطالبی آورده‌اند.
در دورة ناصرالدین شاه (۱۲۶۴–۱۳۱۳) تنکابن به عنوان محالّی در ولایت مازندران ضبط شده‌است (بهلر، ص ۳۳). اما اعتمادالسلطنه در اواخر سدة سیزدهم نوشته‌است که تنکابن قسمتی از گیلان و مشتمل بوده‌است بر هشتاد پارچه ده کوچک ییلاقی و قشلاقی و ناحیه‌ای از سفیدتمش (حد غربی) تا نمک رود (نمک آبرود، حد شرقی)، و افزوده‌است که محال ثلاث عبارت اند از: تنکابن و نواحی کلارستاق و کجور. اعتمادالسلطنه به امامزاده‌ها، و صنایع آن از جمله تولید چوخا (جامة پشمی چوپانان) و چادرشب نیز اشاره کرده‌است. در ۱۳۰۸ مورگان از حاصلخیزی بخش تنکابن و محصول پنبه آن، باغ‌های وسیع مرکّبات، لهجه مخصوص اهالی و مسجد کوچک تنکابن یاد کرده‌است. در ۱۳۱۴ تنکابن مشتمل بر شش بلوک بود و ماهیگیری در آن رونق فراوان داشت، نیز محله شهسواران در کنار دریا باغ‌های بی‌نظیر داشت و تجار باکو در آن بازار، خانه و حمام داشتند.
در دورة مشروطه (ح ۱۳۲۴–۱۳۲۷) ــ که با قیام محمد ولی خان تنکابنی *، ملقب به سپهدار تنکابنی، همراه بود ــ تنکابن یکی از مراکز آزادی‌خواهی شد. امیراسعد تنکابنی، حاکم تنکابن و فرزند سپهدار تنکابنی، با رد مذاکرات هفتم ذیحجة ۱۳۲۴ مجلس برای انتخاب وکلا، محال ثلاث تنکابن را «حکومت مستقله» خواند.
رابینو ــ که در ۱۳۲۶–۱۳۲۷ به بلوک تنکابن سفر کرده ــ از محصولات آن، بازار هفتگی در بعضی آبادیها، ناحیه کوچک سخت سر (رامسر کنونی) در تنکابن، ماهی فراوان و صنایع آنجا خبر داده و در بارة سکونت یازده طایفه بزرگ در تنکابن مطالبی آورده و گفته‌است که شهسوار بندر خرم‌آباد است. بنا بر مطالب فخرائی و سپهدار تنکابنی نهضت میرزاکوچک خان جنگلی (متوفی ۱۳۰۰ش) به تنکابن نیز کشیده شده بود.

### تنکابن و رامسر (سخت سر) در سفرنامه‌های دوران قاجار
در دوران قاجار برخی از سیاحیان خارجی که از ایران بازدید کرده در سفرنامه‌هایشان در مورد تنکابن نیز مطالبی را قید کرده‌اند. یکی از این سفرنامه‌ها که به تنکابن اشاره دارد سفرنامه موسیو بوهلر است. این سفرنامه شرح مأموریت وی به دستور ناصر الدین شاه قاجار برای تهیه گزارشی از وضع راه‌های گیلان و مازندران می‌باشد. این سفرنامه در سال ۱۳۵۷توسط انتشارات گیل لاهیجان با عنوان سفرنامه و جغرافیای گیلان و مازندران به چاپ رسید. در صفحه ۳۶ از این سفرنامه آمده‌است: پس از طی پنج فرسخ راه از آبگرم، به خرم‌آباد می‌رسند که ده بزرگی است از محال تنکابن سرحد گیلان، و جزء ولایت مازندران است، و حاکم آن حبیب‌الله خان است و این قریه در میان جنگل وسیعی می‌باشد و مشارالله یک عمارت خوبی در آنجا دارد و همچنین باغ پاکیزه ای در آنجا بنا گذاشته‌است که اکثر اشجار آن لیمو و نارنج است.

#### دوره پهلوی
در ۱۳۱۰ شمسی آبادی شهسوار به شهر بدل گشت و مرکزیت تنکابن از خرم‌آباد به شهر شهسوار انتقال یافت، به دستور رضاشاه بر طبق اصول صحیح و نقشه توسعه یافت و گاهی بندر شهسوار خوانده می‌شد (رزم آرا، ج ۳، ص ۱۸۲). مسعود کیهان در ۱۳۱۰ ش در بارة قسمت‌های ییلاقی و قشلاقی و کشتیرانی در آن مطالبی ذکر کرده‌است. در غرب این شهرستان شهرستان رامسر قرار دارد. مرز این دو شهرستان را رودخانه چالکرود تشکیل می‌دهد. در جنوب شهسوار بخش الموت واقع در استان قزوین قرار گرفته. در شرق شهرستان چالوس قرار دارد.

## طوایف
رابینو در عصر قاجار سکنه تنکابن رابه یازده طایفه تقسیم کرد و از آنها چنین نام می‌برد: خلعتبری (خلابران)، قوی اصانلو یا قوی حصارلو، کلانتریه، فقیه (فخی)، طالش، گلیج، داج، اساس، شورمج، طالقانی و رودباری.
به اعتقاد مورخان طوایف یاد شده همگی در اصل تنکابنی نیستند و برخی در دوره‌های مختلف تاریخی به این مناطق کوچ نموده‌اند و در میان این طوایف پنج طایفه گلیج، شیرج (شرج)، داج، بائوج و شورمیج قدمت طولانی تری نسبت به بقیه طوایف دارند. ۶۰
طوایف کلانترها، مرشتاوند، چیلندان و کاکوان از قدیمی‌ترین طوایف مهاجر در تنکابن می‌باشند.
به گفته مورخان مردم بسیاری از نواحی کوهستانی نزدیک تنکابن و رامسر مانند الموت، طالقان، کلاردشت، کجور، جواهرده و جنت رودبار در چند سده گذشته به جلگهٔ تنکابن مهاجرت نمودند و در نواحی مختلف پراکنده شدند.
طوایف تنکابن به هفت دسته تنکابنی، کلارستاقی، کجوری، دیلمی، تالش، ترک و کرد تقسیم می‌شوند:
1. طوایف تنکابنی: خلابران (خلعتبری)، کلانتری، گلیج، داج، اساس، شورج (شیرج)
2. طوایف کلارستاقی: خانی (دلیرج)، فخی (فقیه)، رودگر و لنگایی[۱۷۰]
3. طوایف کجوری: لاشکی، بالی و کجوری
4. طوایف دیلمی: رودباری و اشکوری
5. طوایف تالش: طالشی
6. طوایف ترک: اصانلو، قوی حصارلو و تسانلو[۱۷۱]
7. طوایف کرد: عمار لو و خواجوند[۱۷۲]

### شورمیج
طایفه شورمیج یکی از طوایف بزرگ و بومی تنکابن می‌باشد این طایفه در کَشکوه تنکابن ساکن بوده‌اند.

### شیرج
طایفه شیرج یکی از طوایف بزرگ و بومی تنکابن بودند که در منطقه دوهزار ساکن بودند دارای حکومت محلی بودند.

### گلیج
گُلیج یکی از طوایف قدیمی تنکابن می‌باشد که در منطقه گلیجان ساکن می‌باشند.
به اعتقاد برخی مورخان گُلیجان همان گُرجیان تاریخی می‌باشد و برخی دیگر گرجیان را منطقه ای میان گلیجان و سختسر می‌دانند.
ظهراالدین مرعشی در کتاب تاریخ طبرستان از سه قلعه گُرجیان، تنکا و اَزَبلو نام می‌برد که محل استقرار مردان جنگی بود.
به گزارش رابینو: در سال ۸۲۰ هجری قمری سید رضی والی بیه پیش گُرجیان را گرفت و به سید امیر کیا بن هادی بن علی کیا ملاطی داد.

### مرشتاوند
طایفه مرشتاوند طایفه مهاجر از اشکورات در تنکابن می‌باشند که در عصر کیاییان نقش مهمی در تحولات سیاسی آن عصر داشتند.

### چلیندان
چلیندان یکی از طوایف مهم تنکابن بودند که به نظر می‌رسد روستای شلیندان در پانزده کیلومتری تنکابن منسوب به این طایفه باشد.
این طایفه در دوران درگیریهای دودمانی تنکابن با آل کیا نقش مهمی را ایفا می‌کردند محاصره قلعه پلنگ به دست درویش محمد چلیندانی انجام گرفت.

### اوصانلو
اوصانلو گروهی از طوایف ترک بودند که در قرن یازدهم توسط شاه عباس صفوی به ریاست حیدر سلطان در تنکابن ساکن شدند.
طایفه شیرج که در دوهزار ساکن بودند خواهان بیرون راندن بیگانگان (اوصانلوها) از تنکابن شدند ولی در مقابل نیروی تازه‌نفس اوصانلو شکست خوردند و این طایفه تا عصر زندیه در زمان مهدی خان خلابر بر تنکابن حاکم بود.
ملگونف روسی می‌نویسد برخی طوایف اوصانلو علاوه بر تنکابن در سختسر (رامسر) نیز ساکن هستند.
اوصانلوها در تنکابن، بلده، حسن کلایه و کاردگر محله سکونت دارند.

### طایفه فقیه
طایفه فقیه یکی از طوایف مهاجر تنکابن می‌باشد که از کلارستاق به سه هزار و تنکابن مهاجرت نمودند.

### طایفه رودگر
طایفه رودگر یکی از طوایف مهاجر تنکابن می‌باشد که از کُجور و کلارستاق به تنکابن مهاجرت نمودند و بخش قابل توجهی از آنها در نشتارود، گرا کوه و تنکابن سکونت دارند.

### طایفه خانی
طایفه خانی تیره ای از طایفه دلیرج کلارستاق می‌باشد که از روستای دلیر به سه هزار تنکابن مهاجرت نمودند و روستای خانیان را بنیان نهادند و بخشی از آنها در لیرسر و تنکابن ساکن هستند.

## = خواجوند
خواجوند گروهی از اقوام کرد تبار می‌باشند که در زمان قاجار، آقا محمد خان قاجار این طایفه را به شهرهای کجور، کلاردشت و تنکابن مهاجرت داد.

### خاندان خلعتبری
خلابران یکی از قدیمی‌ترین طوایف مهاجر تنکابن می‌باشند و مرکز این خاندان روستای اُشتُوج می‌باشد، در زمان خلابران شهر خرم‌آباد مرکز تنکابن بود.
به گفته رابینو خاندان خلعتبری (خلابران) از نسل احمد شمید حلبی می‌باشند که در زمان خلافت علی حامل خلعت برای یکی از حکام محلی بود و پسران او ناصر و یاسر پس از به قدرت رسیدن امویان به رستمدار در مازندران آمدند ناصر در منطقه نور(یال‌رود) و یاسر در منطقه گلیجان (گرجیان) تنکابن ساکن شد.
دهخدا می‌نویسد: خلابران به زبان گیلان و مازندران، تازیانی را گویند که در درب خانه پادشاهان وسلاطین خوار باشند.
منوچهر ستوده به نقل از برهان قاطع می‌نویسد: خلابر بر وزن سراسر به زبان گیلان مردمی را گویند از عرب که در خانه پادشاهان و سلاطین مرسوم خوار باشند.زمانی که خان زند به قدرت رسید، هدایت الله خان مجدداً به سمت خود پابرجا ماند و قدرت او رو به فزونی گرفت. در این زمان تنکابن توسط حکام کُرد عمارلوئی که ایلخانش رستم خان عمارلوئی بود اداره می‌شد. هدایت الله خان در سال ۱۱۸۵ ه‍.ق به منظور توسعه قلمرو خود به طرف شرق گیلان روی آورد و تنکابن را ضمیمه گیلان کرد و ضمن یورش به تنکابن، رستم خان کُرد عمارلوئی را به قهر و غلبه گرفت و یکی از افراد قوی حصارلو را به حکمرانی تنکابن برگزید. مردم و طوایف مهم و مدعی تنکابن از قدرت‌گیری مجدد حصارلوها خاطرات تلخی داشتند و بنابر این به دربار زند رفته و برای چاره جویی و شکایت سه نفر از بزرگان منطقه از جمله مهدی خان خلابر به شیراز رفته و موفق به ملاقات شاه شده و پس از بیان دلایل و شواهد قابل قبول، نظر خان زند را از طایفه حصارلو برگردانده و بدین ترتیب کریم خان زند، حکم حکومت تنکابن را به نام مهدی خان خلابر صادر نمود. خلابران بعدها با آغا محمد خان قاجار در ایام مبارزاتش با زندیه همراه شدند و به جای تحویل خراج به دربار زندیه، آن را به آغا محمد خان می‌پرداختند.
در اواخر عصر زندیه حکومت تنکابن به مهدی خان خلابر فرزند حاجی صادق بن حاجی باقر رسید، مهدی خان خلابر در پی نزاع‌های خاندان زند با قاجار از محمد خان قاجار حمایت نمود و در فتح گیلان در لشکر قاجار حضور یافت و محمد خان قاجار پس از فتح گیلان به درخواست مهدی خان خلابر تنکابن را از گیلان جدا نمود و مازندران الحاق نمود و شاه قاجار نیز دو ناحیت کجور و کلارستاق را به تنکابن ضمیمه نمود.
این ضمیمه سبب یک قرن جنگ بین سکنه بومی کجور و کلارستاق بااهالی تنکابن شد که تا اواخر قاجار ادامه یافت با فتح خرم‌آباد توسط علی دیوسالار کجوری ملقب سالار فاتح به پایان رسید و از آن پس دو تن از طایفه سوادکوهی به حکومت تنکابن رسیدند.

## رودها و چشمه‌های تنکابن
رودهای تنکابن عبارت اند از:

رودخانه سه هزار تنکابن در فصل پاییز

- چشمه کیله (سه هزار) به طول حدود ۸۰ کیلومتر با جهت جنوبی ـ شمالی[۱۸۹]
- دوهزار به طول حدود ۱۰ کیلومتر[۱۸۹]
- تیرِم وشیرود[۱۹۰](از مهم‌ترین رودخانه‌های صید ماهی سفید به جهت گرفتن تخم آنها)
- میرشمس الدین باطول حدود ۹ کیلومتر[۱۸۹](از مهم‌ترین رودخانه‌های صید ماهی سفید به جهت گرفتن تخم آن‌ها که در مسیرهای پایانی از ولی آباد به دریا متصل می‌شود)
- رودخانه چالکرود یا چهار کوه رود به طول حدود ۶۵ کیلومتر، مرز بین تنکابن و رامسر است.[۱۹۱]
- اِزارود (هزاررود)[۱۹۲]
- گرمارود (شاخه اصلی سه هزار)[۱۹۲]
- وَلَم رود[۱۹۲]
- تیله رود[۱۹۲]

این رودها پس از آبیاری اراضی شهر به دریای خزر می‌ریزند.
همچنین این شهر دریاچه‌های کوهستانی و چشمه‌های آب گرم و معدنی دارد که ازجمله آن‌ها می‌توان:
- آب گرم فلکده در لیرسر[۱۹۳]
- آب گرم سه هزار[۱۹۴](که به گرمای حضرت سلیمان معروف است)
- آب گرمی در روستای میانرود[۱۹۲]

رانام برد.
چشمه آب معدنی سیوا در منطقه سه هزار، همچنین چشمه آب معدنی شلف که درسه هزار آن هم در نزدیکی چشمه آب گرم سه هزار واقع شده‌است، آب معدنی شلف از آب‌های معدنی بسیار گوارا و شفابخش است برای هضم غذا و ناراحتی‌های کبدی و تنظیم دستگاه گوارشی بسیار مؤثر و مفید می‌باشد، طعم آن شبیه لیمونات است و املاح معدنی گوناگونی دارد؛ و در سال‌های گذشته توسط جهانگردان فرانسوی مورد آزمایش قرار گرفت و ترکیبات آن و میزان اثرات مؤثر آن بررسی گردید، اما متأسفانه به واسطه نبودن راه شوسه تابحال اهمیت آن بر همه کس روشن نیست، به امید آنکه از این آب معدنی مانند آب معدنی چشمه علی مبارک‌آباد دماوند (یا آب معدنی ویشی که در فرانسه‌است) استفاده وبهره‌برداری شود.

## پوشش گیاهی و جانوری
پوشش گیاهی تنکابن مشتمل است بر: توسکا، شمشاد، بلوط، مَمْرَز، کرات، لیلکی، چنار، ارار (ایلان)، اربه (خرمالو)، گردو، ازگیل، کنس، زرشک کوهی، سفید پلت، ملج، افرا، راش، ون یا زبان گنجشک، گون، گل گاوزبان و مراتعی برای چرای دام.
از جانوران نیز دارای ببر مازندران (از جانوران منقرض‌شده در منطقه)، پلنگ(پلنگ ایرانی بزرگ‌ترین گونه پلنگ در جهان است که زیست گاه اصلی در البرز مرکزی و نواحی کوهستانی و جنگلی شهرستان‌های نوشهر، چالوس، تنکابن و رامسر است)، خرس قهوه‌ای (بزرگ‌ترین گوشتخوار منطقه)، اسبچه خزری، کل (قوچ)، گرگ (ورگ)، روباه (رَوایالُص)، شغال (شال)، گراز و خوک (خی یا خو)، خرس، جوجه تیغی (خارپشت)، سمور آبی(شنگ)، فوک خزری (به زبان محلی سگ آبی که تقریباً نسلش در این مناطق دریا منقرض شده‌است)، لاک‌پشت (به زبان محلی آب لاکو که زیست گاه اصلی آن‌ها در رودخانه‌ها می‌باشد)، لُص (نوعی گربه وحشی) و بسیاری دیگر از حیوانات.
و پرندگانی همچون عقاب (دال)، قرقاول (ترنگ طلا)، خوتکا (نوعی پرنده مهاجر شبیه اردک)، قمری، حسن جلویی، اردک هوایی، قِرقی، قوش، کبک، لک لک (عالق یا اندنا)، کولی خوری و انواع بسیار زیادی از دیگر پرندگان است که گاهی حتی آن‌ها زنده گرفته شده و در بازارهای محلی به فروش می‌رسند، در نیمی از سال نیز رودخانه چشمه کیله پذیرای بیش از ۳۰۰۰ کاکایی (مرغ دریایی) می‌باشد که این رودخانه در فصول سرد از مهم‌ترین زیستگاه‌های کاکایی‌ها محسوب می‌شود.
در دریا و رودهای آن انواع ماهی یافت می‌شود، از جمله ازون برون، آزاد (ماهی سالمون که از گرانترین ماهیان شمال کشور است که رودخانه چشمه کیله یکی از پنج رودخانه مهم و شناخته شده در جهان برای تخم ریزی این ماهیان است که هر ساله در فصل تخم ریزی با ایجاد پایگاه ماهیگیری در مسیر رودخانه توسط شیلات مقدار زیادی از این ماهی به دام می‌افتد که تخم آن‌ها برای پرورش به مرکز پرورش آزاد ماهیان کلاردشت فرستاده می‌شود)، سفید، قزل آلا، کفال و کپور، کلمه، کولی، اردک ماهی، زردک (زرد پر)، اسپیلی (نوعی گربه ماهی که از غذاهای اصلی ماهیان خاویار می‌باشد که رودخانه میر شمس الدین-ولی آباد از مهم‌ترین زیستگاه‌های رو به نابودی این ماهی در شمال کشور می‌باشد) و انواع دیگری از ماهیان دریایی.
این شهرستان با دارا بودن مراکز متعدد پرورش ماهی در شیرود، دوهزار و … قطب پرورش ماهی ایران است و همچنین مرکز تحقیقات ماهیان سردابی کل کشور است.

## محصولات مهم زراعی و دامی

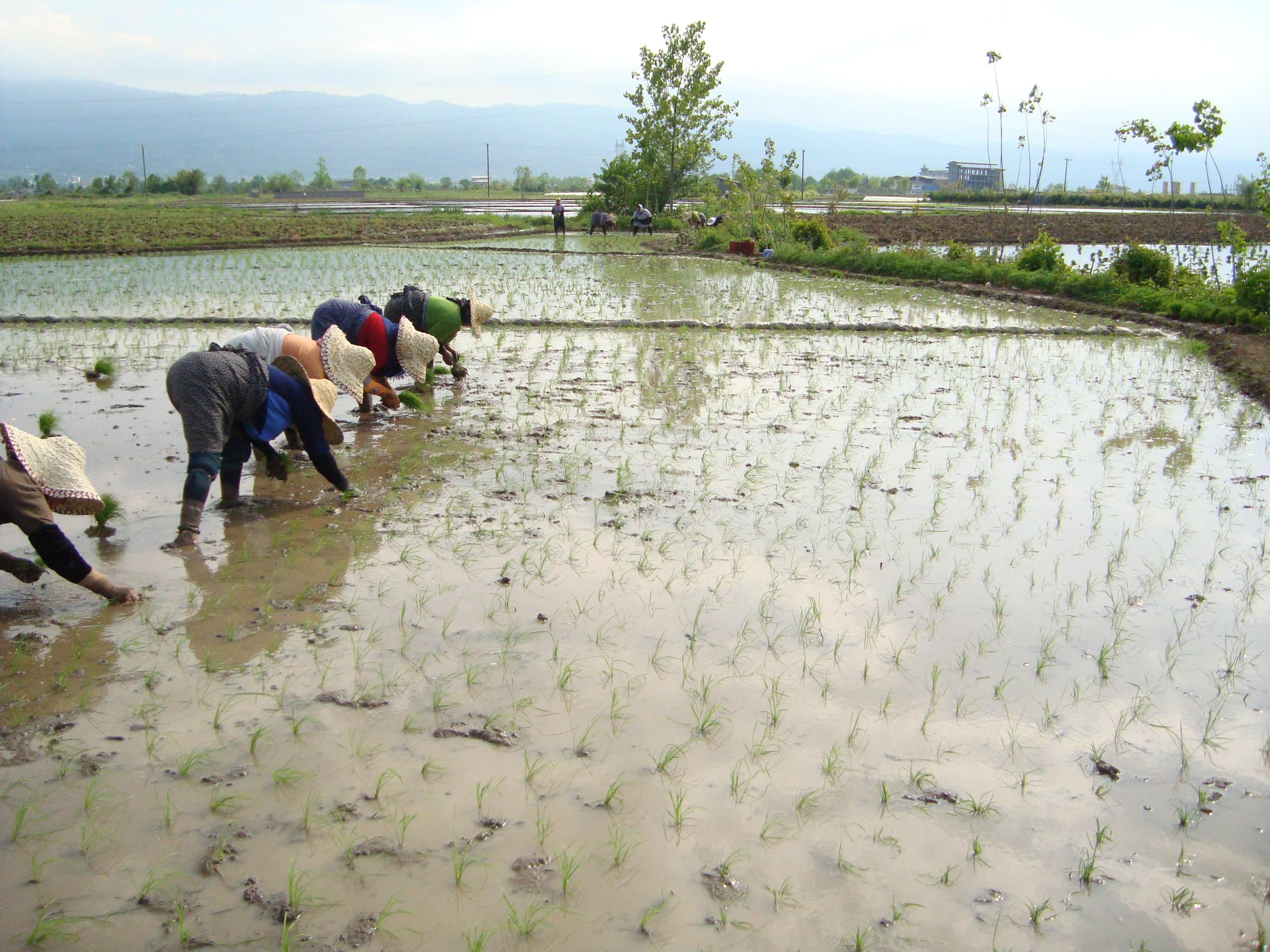
شالی کاری – تنکابن

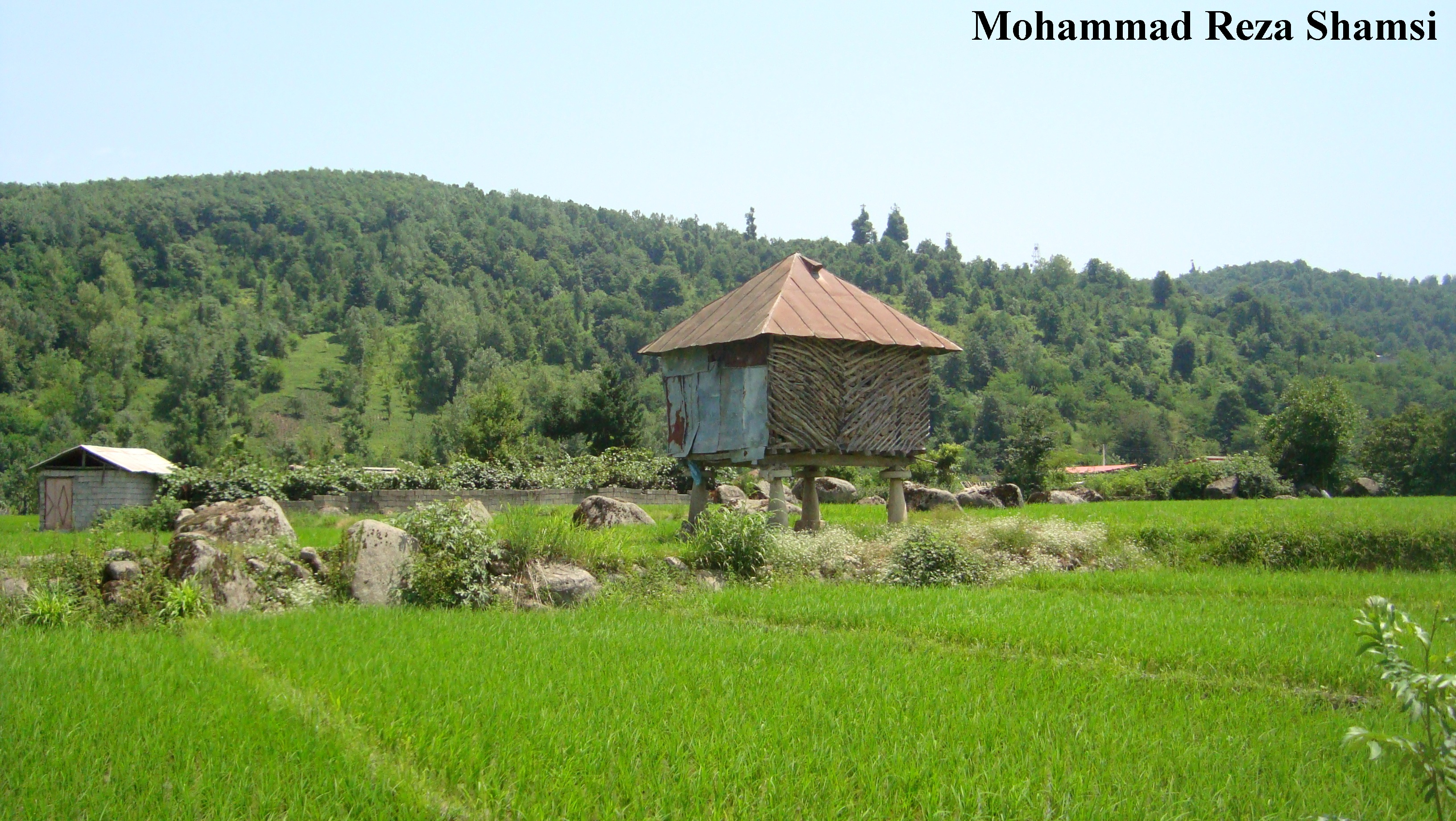
کندوج در روستای گرماپشته – تنکابن

کشاورزی، دامداری و باغداری اساس اقتصاد شهرستان تنکابن را تشکیل می‌دهند. آب کشاورزی شهرستان تنکابن از رودها و چشمه‌ها تأمین می‌شود و محصولات کشاورزی آن برنج، گندم، جو، سبزیجات، گل گاوزبان، گیاهان زینتی، چای، مرکبات، کیوی، فندق، گردو، گلابی، سیب، آلو، آلوچه، خرمالو و انجیر هستند. باغ‌های متعدد مرکبات در سرتاسر شهرستان تنکابن پراکنده هستند؛ انواع مرکبات، کیوی، برنج، گل‌های زینتی و چای مهم‌ترین صادرات این شهرستان را تشکیل می‌دهند بطوری که از بزرگ‌ترین تولیدکنندگان و صادرکنندگان کیوی در کشور و یکی از قطب‌های تولید مرکبات (لقب پایتخت مرکبات کشور را دارد) به ویژه پرتقال (مرکز باغ پرتقال) و خرمالو (از مهم‌ترین تولیدکنندگان کشور است) و از بزرگ‌ترین تولیدکنندگان عمده برنج و بزرگ‌ترین تولیدکننده و صادرکننده چای استان مازندران است.
بنابراین به‌طور کلی محصولات مهم زراعی این شهرستان عبارت است از: مرکّبات آن؛ از جمله پرتقال و نارنج (که از تولیدکنندگان مهم در کشور است)، کیوی (زمانی ۹۰٪ تولیدی کشور)، برنج، چای (رتبه اول تولید در مازندران)، خرمالو و میوه‌های نو ظهوری مانند کامکوآت(Kumquat)، آووکادو، فیجوآ مشهور است، همچنین ازگیل، دارابی، گردو، فندق، گلابی، سیب، آلو و آلوچه، قطره طلا، گندم، جو، لوبیا، باقلی، انواع صیفی و علوفه دامی در آن بعمل می‌آید که بعضی از این میوه‌ها صادر می‌شود.
در ضمن این شهرستان یکی از مهم‌ترین تولیدکنندگان گل و گیاه در استان است که سالانه مقدار زیادی از آن به کشورهای حاشیهٔ دریای خزر و آسیای میانه صادر می‌گردد.
پرورش گاو، گوسفند، بز، گاومیش، اسب و طیور، به ویژه در میان بند، از مشاغل روستایی آنجاست. واحدهای صنعتی پرورش دام و طیور نیز در آنجا فعالیت دارند، همچنین تعدادی از بزرگ‌ترین مراکز کشتار و بسته‌بندی مرغ بهداشتی استان در این شهر واقع هستند.
شیلات در کرانه‌های آن تأسیسات ماهیگیری دارد (پره‌های ماهیگیری) و شغل بعضی اهالی این منطقه ماهیگیری است. شهرستان تنکابن با دارا بودن مراکز متعدد پرورش ماهی در شیرود، دوهزار و … «قطب پرورش ماهی ایران» است و همچنین مرکز تحقیقات ماهیان سردابی کل کشور است. همچنین می‌توان از کارگاه‌های تولید ماهی قزل آلا در مناطق مختلف خرم‌آباد، دوهزار، سه‌هزار و میر شمس الدین و رتبه دوم تولید در مازندران با تولید سالانه حدود ۳۰۰۰ تن در مناطق منفرد کوهستانی نام برد.

## صنایع جدید و معادن

### شهرک‌های بزرگ صنعتی تنکابن
- شهرک صنعتی سلمانشهر تنکابن
- شهرک و ناحیه صنعتی آخوند محله سلیمان‌آباد تنکابن
- شهرک صنعتی البرز سلیمان‌آباد تنکابن[۲۰۴]

### صنایع جدید و معادن، و صنایع دستی تنکابن
از صنایع دیگر کارخانه‌ها و کارگاه‌های تولید چای (از جمله در قلعه گردن، کلارآباد، شعیب کلایه، چلارسر و…)، کارخانه‌های تولید موادغذایی و بهداشتی، کارگاه‌های تولید پمپ (ناحیه نارنج داربن) و چندین شرکت دیگر همانند پوشاک و چرم (ازجمله کارخانه خزرخز؛ بزرگ‌ترین کارخانه چرم و پوست سابق کشور که شوربختانه این شرکت دیگر فعال نمی‌باشد) در آن فعال است.
تنکابن دارای معدن سنگ آهک در چهارده کیلومتری جنوب غربی شهر تنکابن (نزدیک آبادی یوسف آباد) است، معادن واریزه کوهی، سنگ آهک، آهن، سیلیس، سنگ گرانیت، معادن شن و ماسه (واقع در منطقه سه هزار)، معدن تازه کشف شده طلا (در منطقه سه هزار) را می‌توان نام برد، همچنین درکوه‌های نیل کلایه گلیجان و دوهزار معادن زغال سنگ مشاهده شده‌است.
برخی نیز به منابع نفت در آنجا اشاره کرده‌اند که وجود چند آتشکده قدیمی درحوالی روستاهای توشکون وهمش بور و وجود منابع گازدر نعمت‌آباد از توابع دهستان میرشمس الدین می‌تواند گواهی برآن باشد، همچنین در زمان امیراسعد تنکابنی فرزند ارشد سپهسالار اعظم وسایل زیادی برای استخراج نفت آورده شد که از نتیجهٔ آن اطلاعی دردسترس نیست، همچنین آتش‌سوزی ۱۳/۳/۱۳۷۰ در منطقه نعمت‌آباد که با حفر چاهی ۱۸٫۵ متری آغاز گردیده بودو توسط متخصصین محلی و شرکت نفت بندر انزلی مهار گردید وجود مخزن گازی به مساحت ۵ کیلومتر مربع در عمق ۱۵ الی ۳۰ متری زمین را آشکار گرداند.
از صنایع دستی نمدمالی، گلیم بافی، جوراب بافی، چادرشب بافی، لاکتراشی (هنر جنگل نشینان که با چوب محصولات همچون قاشق، پارچ و دیگر ادوات تزئینی تولید می‌کنند)، سالی بافی (تور ماهیگیری) سفال‌گری (گمج، کوزه و…)و ساخت انواع ادوات ساده مربوط به کشاورزی (همچون داس، تبر، کرباس، گاجمه، بلو، گرباس، فیکا) و… را می‌توان نام برد.

## نگاهی کلی به مکانهای دیدنی شهرستان تنکابن

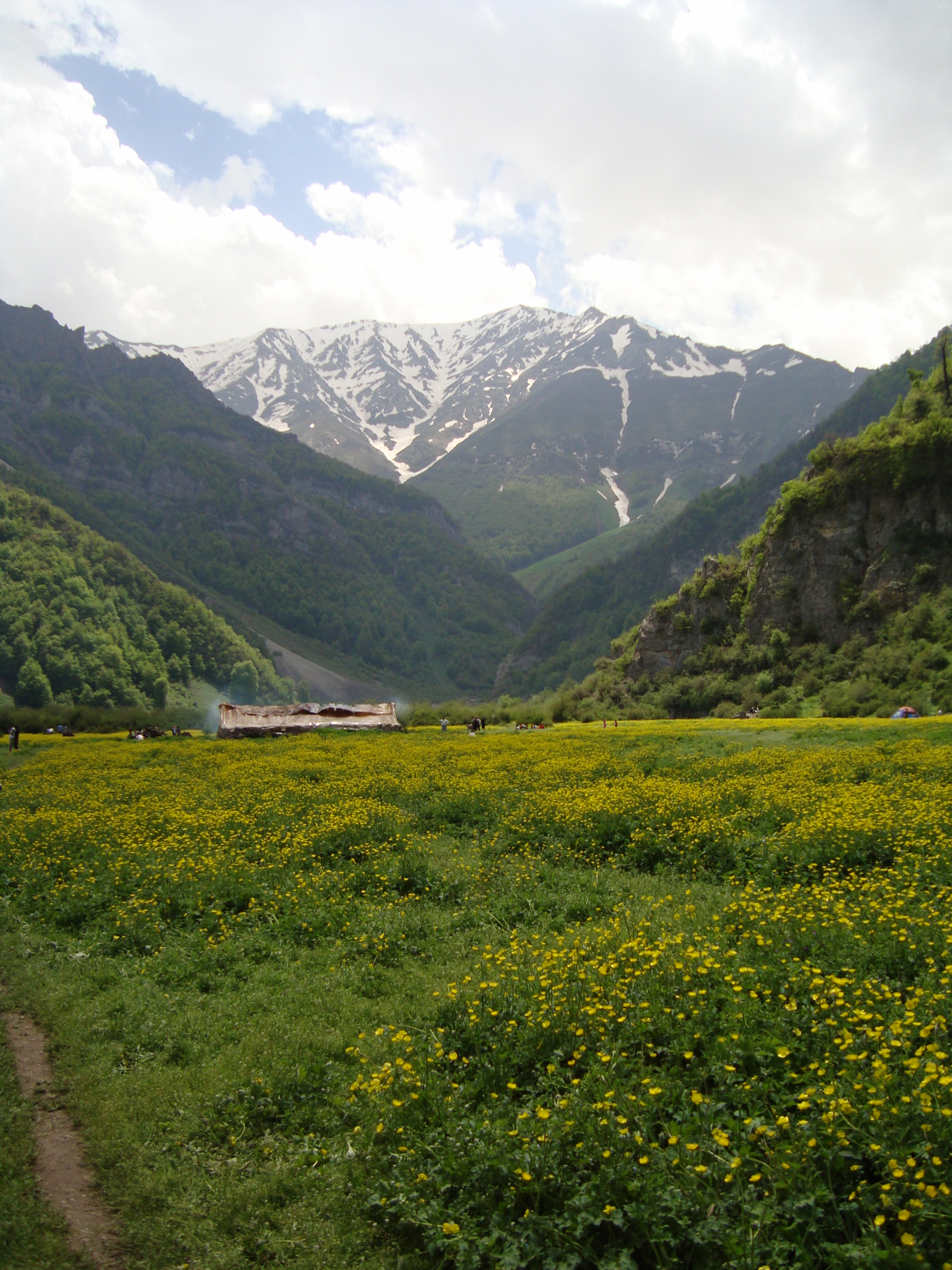
دشت دریاسر و قله سیالان

نمای تنکابن از قلعه گردن

سه هزار-سلنج انبار

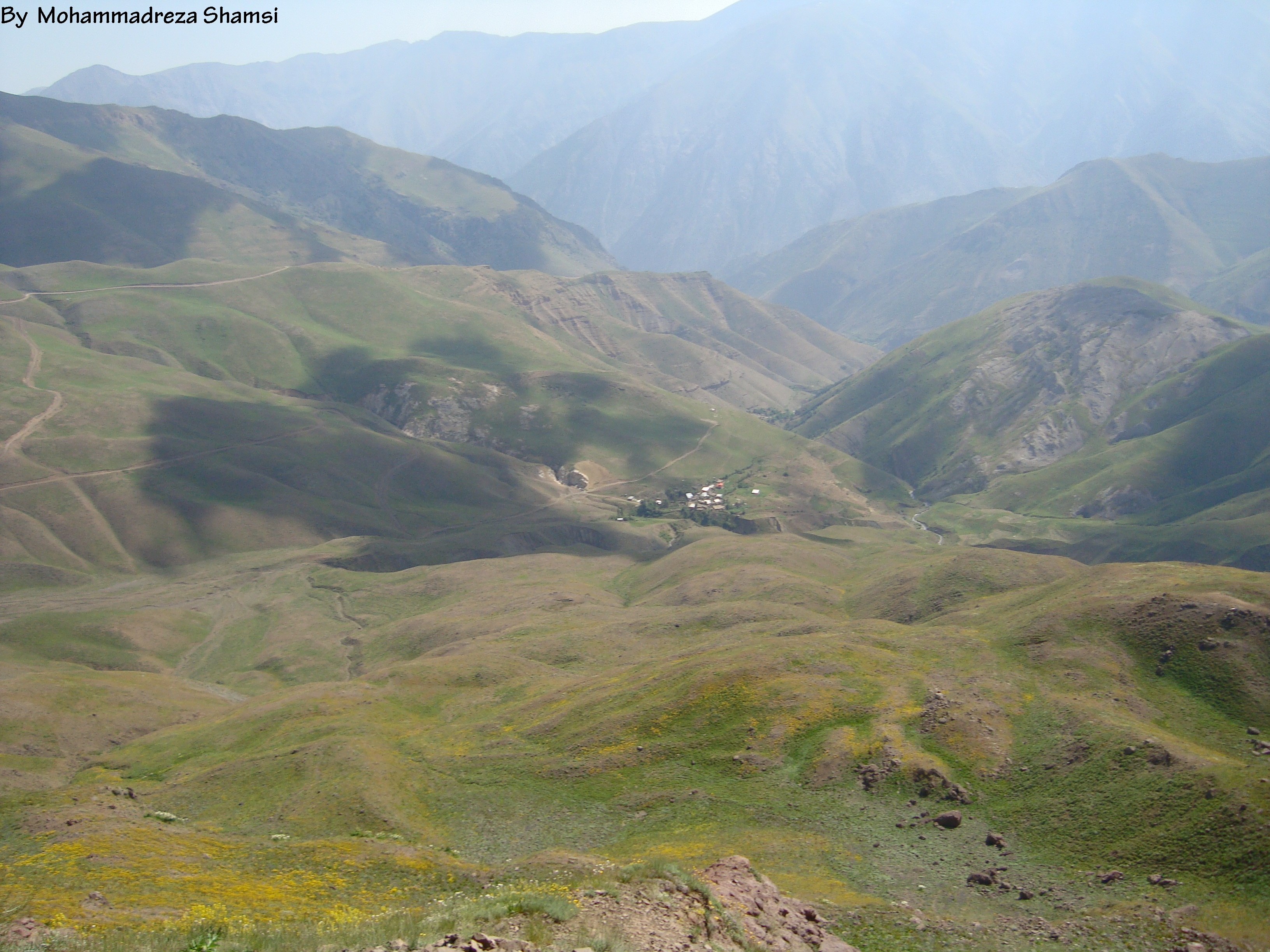
سه هزار- مران - تنکابن

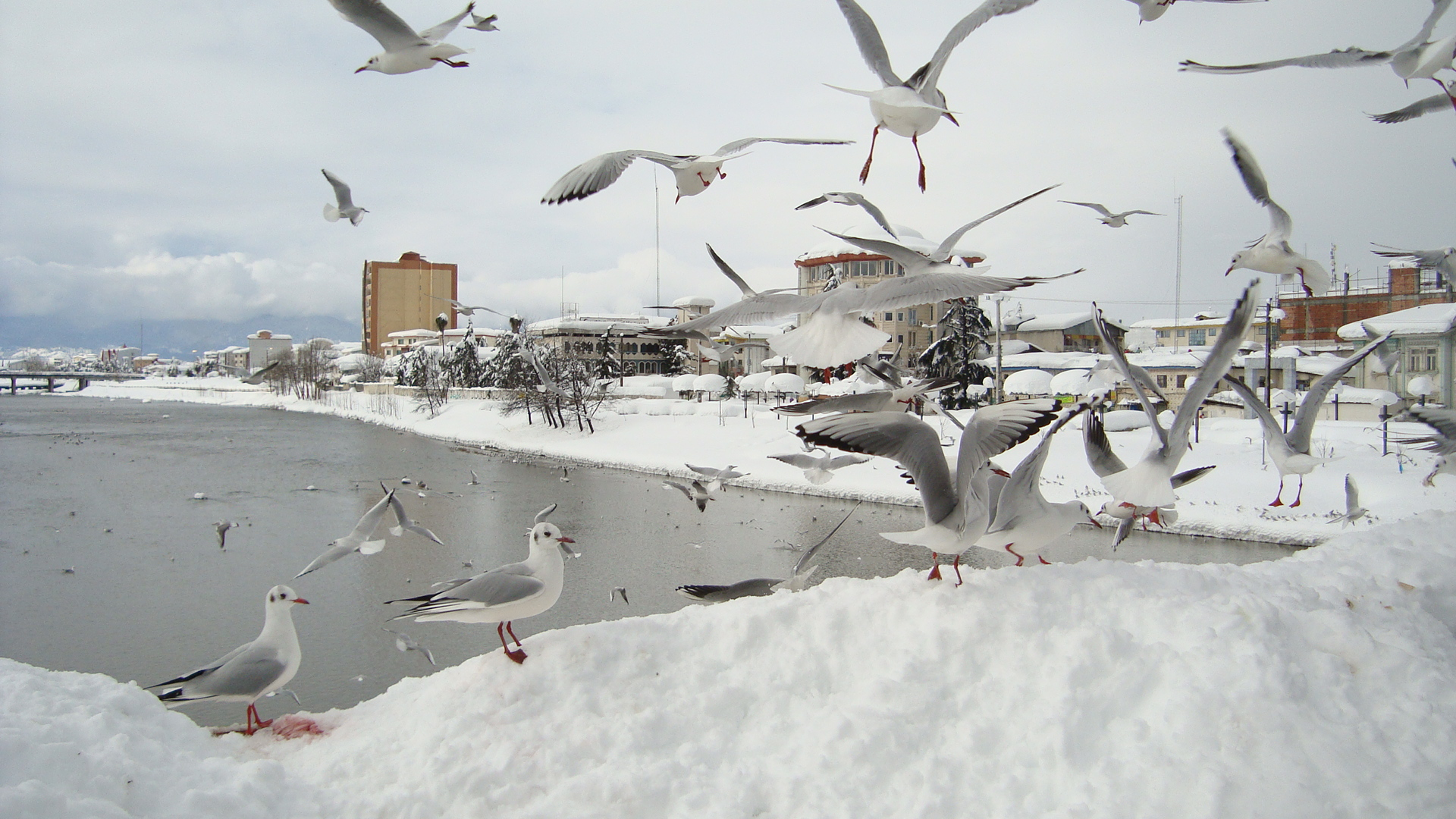
چشمه کیله در برف

### جنگل و منطقه ییلاقی سه هزار
مسیر دسترسی تنکابن به خرم‌آباد پس از عبور از قلعه گردن به سمت جنوب امتداد یافته و دو راهی لتاک در جانب شرقی وارد یک جاده خاکی می‌شود که به طرف منطقه زیبای سه هزار ادامه پیدا می‌کند دره سه هزار منطقه‌ای بکر، زیبا با چشم‌اندازهای بدیع، چمنزارها، جنگل‌های مرتفع و جلگه‌ای، رودخانه پرآب سه هزار یک مانده‌است آب و هوای مطبوع به همراه آبشارها و چشمه‌های آب گوارا و آرامش رؤیایی این منطقه برای گروه‌های توریستی مشتاق آرامش و طبیعت کاملاً ایدئال است.

### دشت دریاسر
جاده آسفالته دو هزار از سه راهی خرم‌آباد و قبل از پل چشمه کیله آغاز و با عبور از شهر خرم‌آباد و دو راهی لتاک و پارک چالدره با طی مسافت ۴۰ کیلومتر به کلیشم می‌رسد از این نقطه در شرق جاده با صورت پیاده در حدود ۵/۱ ساعت در مسیر صعود به قله سیالان دشت زیبای دریا سر وجود دارد. این منطقه ۲۰۰۰۰۰ متر مربع مساحت دارد، ارتفاع دشت از این صحرا ۱۸۰۰ متر بوده و به این خاطر در تابستان دارای آب و هوای بسیار مطبوعی است. وجود کوهای زیبای هر تنگ لات خان بن، سیاه کل و کل تلا، کوه‌های پوشده از گیاهان، چشمه‌ها و رودهای پرآب دریاسر را به عنوان یکی از جاذبه‌های منحصربه‌فرد کشور معرفی می‌کند

### اثر طبیعی خشکه داران
در کیلومتر ۳۰ محور تنکابن به چالوس به بعد از نشتارود و قبل از عباس‌آباد در کنار جاده واقع شده و تنها ۱۲۰ متر با دریا فاصله دارد. این منطقه حفاظت شده به عنوان تنها جنگل جلگه‌ای و بکر و از آخرین بازمانده‌های اکوسیستم‌های جنگلی جلگه‌ای شمال ایران با مساحت تقریبی ۲۶۰۰۰۰۰ مترمربع مساحت به‌شمار می‌رود.
انواع مختلف گونه‌های جانوری و گیاهی مانند توسکا از نوع کرک که در ایران رو به انقراض است سه قلو انجیلی، انار، ممرز، بلوط، لیلکی یا کرات خرمندی، لرگ، ملج، انواع مهم شمشاد، ازگیل جنگلی و یاس وحشی می‌باشد گونه‌های متنوع و فراوان جانوری نیز از قدیم در قدیم در آن می‌زیستند و در حال حاضر زیستگاه حیوانات وحشی نظیر شغال، گرگ، خوک، گربه وحشی و پرندگانی مثل حواصیل خاکستری، قره، غاز، مرغابیها، دارغاز باکلان، اگوت بزرگ و کوچک می‌باشد.
خشکه داران با شرایط مذکور و برخورداری از ساحل زیبای دریای خزر و مجاورت با شهرهای توریستی و امکانات اقامتی و پذیرایی از جمله بهترین مناطق برای اجرای تور می‌باشد درحاشیه این منطقه نیز یک موزه تاریخی طبیعی ایجاد شده که مجموعه تاکسیدرمی از حیوانات وحش شمال ایران را به نمایش گذارده و همواره مورد استقبال محققان و دانش پژوهان است با هماهنگی اداره محیط زیست می‌توان از این جاذبه بازدید کرد.

### آب گرم معدنیفلک دهلیره سر
این مکان بکر در لیر سر قرار دارد، مسیر آن از سه راهی خرم‌آباد در داخل شهر تنکابن و قبل از پل چشمه کیله آغاز و پس از عبور از شهر خرم‌آباد به دو راهی لتاک می‌رسد، از این محل پس از عبور از پل به فاصله اندک دو راعی سه هزار و لیر سر وجود دارد که از این محل جاده به صورت خاکی ادامه پیدا می‌کند کل فاصله تنکابن تا روستای سنتی فلکده ۳۳ کیلومتر است. آب گرم با درجه حرارت متوسط در کنار رودخانه لیرسر و یک چشمه آب سرد به همراه جنگل‌های انبوه و کوه‌های پوشیده از درخت برای اجرای تور و گروه‌های مختلف توریستی بسیار جالب است.

### آب گرم معدنی سه هزار
آب گرم سه هزار معروف به آبگرم حضرت سلیمان یا نرگس است.
منطقه‌ای زیبا در دره سه هزار تنکابن و در جوار تخت سلیمان، آب گرم چشمه ایست که دهانهٔ آن در دل توده‌ای از آهک، یک حوضچهٔ طبیعی حدود ۵ متر مربعی را شکل داده که رنگ سقف آن شیری تا قهوه‌ای است. حوضچه یک کریدور ۴ تا ۵ متری به سمت شمال دارد. برای ورود به حوضچه باید پنج پله را پائین رفته و نیم خیز از دریچه نیم دایره‌ای وارد آب گرم به عمق یک متر شوید. آبی زلال و گرم (حدود ۴۰ درجه سانتی گراد) همراه با چکیدن قطرات آب از سقف با کف پوشی از ریگ و شن. کنار آن هم حمامی به صورت طبیعی ایجاد شده‌است که در طول تمام روزها به خصوص فصول گرم سال میزبان دوستداران طبیعت است.
این آب دارای ذخایر سرشاری از داروهای طبی از قبیل اسید کربنیک، گوگرد، آهن و… است.

### آبشار فرهاد جوی
جاده آسفالته دو هزار و سه هزار که از تنکابن آغاز می‌شود پس از عبور از خرم‌آباد به مساحت ۲ کیلومتر به منطقه قلعه گردن می‌رسد که منظره جالبی را در دامنه ارتفاعات کوتاه و جنگلی از جلگه و دریای تنکابن به نمایش می‌گذارد. این محل با تنکابن ۸ کیلومتر فاصله دارد در کنار جاده از تونل انحرافی و تاریکی قلعه تنکا که آب و لمرود را به رود سه هزار ملحق می‌کند آبشاری ایجاد شده که ده متر ارتفاع دارد و تا ۵۰ متر قابل افزایش است در جمع محیطی زیبا برای اتراق مسافران به وجود آمده‌است.

### آبشار کوهسر
واقع در بخش نشتا تنکابن.

### چشمه آب معدنی شلف
پس از طی کردن مسافتی د ر حدود ۳۵ کیلومتر با وسیله نقلیه در صورت ۳۰ کیلومتر پیاده‌روی در دو کیلومتری شمال شرق روستای میان رود در غرب رودخانه پرور آب معدنی شلف قرار دارد که Ph مواد قلیایی، نمکی، آهکی، فسفر، اکسید آهن، سیلیس، پتاس، آلومین، کلر، سود، کربنات، منیزیم و اسید سولفوریک تشکیل شده و با دارا بودن خواص طبی فراوان برای درمان بیماری‌های مختلف، نظیر امراض کلیوی سوء هاضمه و نقرس، امراض جلدی و درد روماتیسم مفید است این آب معدنی به همراه مناظر زیبای طبیعی اطراف مورد علاقه ورزشکاران و طبیعت گردان می‌باشد. آب معدنی شلف شامل مواد قلیائی، آهکی و نمکی است که برای سوء هاضمه، بیماری‌های کلیوی و… مفید است. مسیر دسترسی به این چشمه با پیاده‌روی همراه است. تا روستای شهرستان مسیر عبور وسایل نقلیه وجود دارد، پس از آن می‌توان با راهنمایی از محلی‌ها به مسیر ادامه داد و بر سر دوراهی آبگرم و چشمه شلف مسیر سمت چب به چشمه منتهی می‌شود. این چشمه یکی از محدود چشمه‌های آب گازدار در جهان است.

### غاردانیال
این غار زیبا در ارتفاعات مشرف به سلمانشهر قرار دارد سلمانشهر در ۳۰ کیلومتری شرق تنکابن در مسیر ارتباطی کناره چالوس به تنکابن قرار دارد این شهر در ساحل زیبای خزر واقع شده و مسیر دسترسی به غار دانیال از وسط شهر و از خیابان میانی شهر و محور ارتباطی در محل میدان مرکزی شهر جدا و وارد خیابان دریا گوشه می‌شود این خیابان در ادامه از شهر خارج و به طرف جنوب و دامنه‌های زیبای البرز ادامه پیدا می‌کند و در خاتمه به روستای چاری می‌رسد و از وسط رود چاری گذشته و پایان می‌یابد کل فاصله تنکابن تا آخر روستای چاری ۴ کیلومتر بوده و ازمحل با پای پیاده به ۱ ساعت زمان لازم است تا با عبور از ارتفاعات یلاع و زیبا و جنگلی به دهانه غار رسید. داخل غار بسیار سرد بوده و آب گوارا و سردی هم در داخل آن جاری است مواد آهکی چکیده از سقف غار منظره زیبایی دارد پهنای غار از ۲ الی ۵ متر متغیر است و طول آن نامعلوم است و به گفته بومیان به ۶۰۰۰ متر می‌رسد شباهت زیادی بین این غار و غار علیصدر وجود دارد این محل برای اجرای تور برای هر گروه سنی جالب و دلپذیر است.

### پارکجنگلی چالدره
در ۱۸ کیلومتری مسیر تنکابن به دو هزار و در کنار جاده قرار دارد و مسیر آسفالت بوده و پارک زیبای چالدره با ۹۴ هکتار مساحت در میان دلتای دو رود سه هزار و دو هزار و محل اتصال آن‌ها قرار دارد این پارک با پل پارکینگ، سرویس‌های بهداشتی، اب و برق، آلاچیق از امکانات پارک چالدره می‌باشند طرح‌هایی برای توسعه این پارک در دست اجرا است.

### پارک مادر
(سینمای 4D و سالن آمفی تئاتر)

### مزارع پرورش ماهیان سردآبی
مزارع دو هزار و سه هزار (مزارع پرورش ماهی دیگری در نقاط غیر کوهستانی مانند مزارعی در روستاهای میرشمس الدین، آب کله سر، کبودکلایه و خرم‌آباد وجود دارند)
قله سیالان، قله گردکوه، قله مازوچال، قله شاه رشید، کوه بلور (شاه سفیدکوه)، چشمه ولگ میال، چشمه دیوخانی، چشمه کارکوه، گرخانی چشمه وینی چشمه، ولگتوک میان چشمه، چشمه سوی، رود دو هزار، رود سه هزار، رود ولمرود، رود آزاد رود، رود میرشمس الدین، آب‌بندان جیسا، شکارگاه نرگس کوه، شکارگاه نوارکوه، شکارگاه اکر، شکارگاه پیله کوه، سلمانشهر، تفرجگاه گرگویه شانه تراش، رود شیرود، رود ترک رود، رود نسارود، رود گرگرود، رود کاظم رود، رود نشتارود، رود چشمه کیله، کوهستان لیمرا، کوهستان پیش کوه، کوهستان نوشا، کوهستان داکو، کوهستان مازولنگاسر، آبشار ماهی وزان، آبشار سنگ بن چشمه، آبشار فرهاد جوی، دریاچه یخی یا دریا آبی، دریاچه بلور، دریاچه هزارکوه، منطقه ییلاقی نوشا، قلعه تنکا، ساختمان شهرداری، ساختمان شهربانی، پل آجری قلعه گردن، پل قدیمی لپاسر، شانشین دشت نوشا، قلعه نوشا، مزارع پرورش ماهیان سردابی دو هزار، مزارع پرورش ماهیان سردابی سه هزار، مراکز پرورش ماهی در آبندان‌ها (بابولات و..)، کارگاه کوزه‌گری سلیمان‌آباد سیاهگل چال، پایه‌های چوبی اسکله بندر تجاری درسبزه میدان، قلعه نوشا تنکابن، قلعه کتی تنکابن، قلعه هاله کله تنکابن، قلعه بهکله تنکابن، قلعه سیاورز خرم‌آباد تنکابن، قلعه رودپشت تنکابن، قلعه لشکرک تنکابن، قلعه هلوکله تنکابن، پل قلعه گردن تنکابن، قلعه تنکا تنکابن، موزهٔ مردم‌شناسی برسه (روستای برسه واقع در دوهزار)، بام تنکابن (فضای بالای دهستان قلعه گردن و آبشار فرهاد جوی که از چالوس تا رامسر را در دید رس قرار می‌دهد، تنکابن قدیم را می‌توان دید)

## آثار ثبت ملی شهرستان تنکابن
- عمارت شهرداری تنکابن

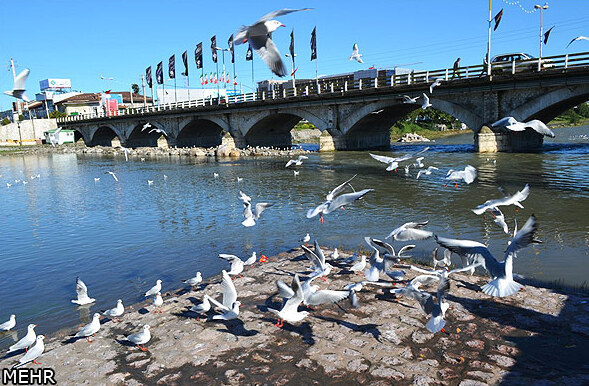
پل چشمه کیله تنکابن

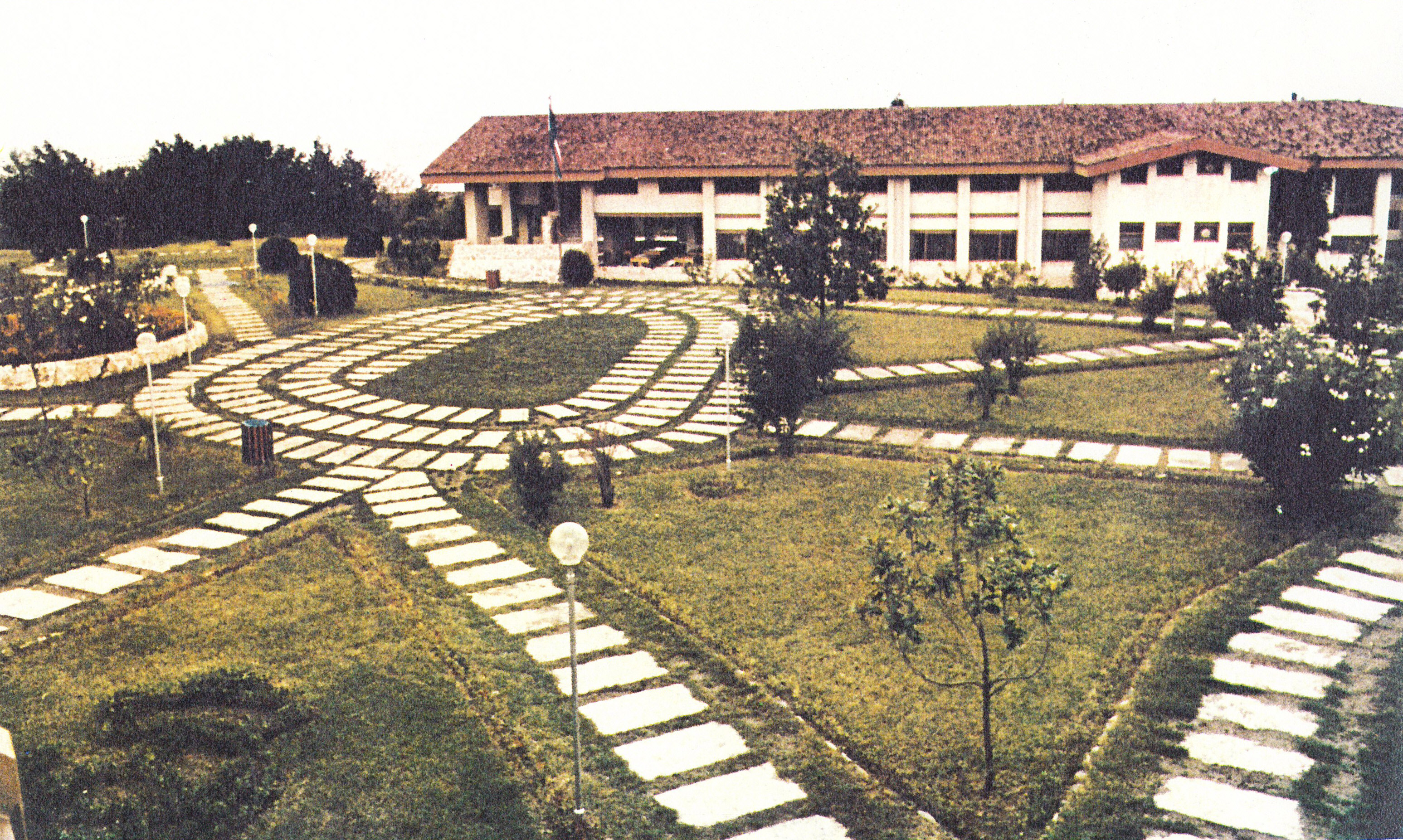
اردوگاه تابستانی پیش از انقلاب در تنکابن

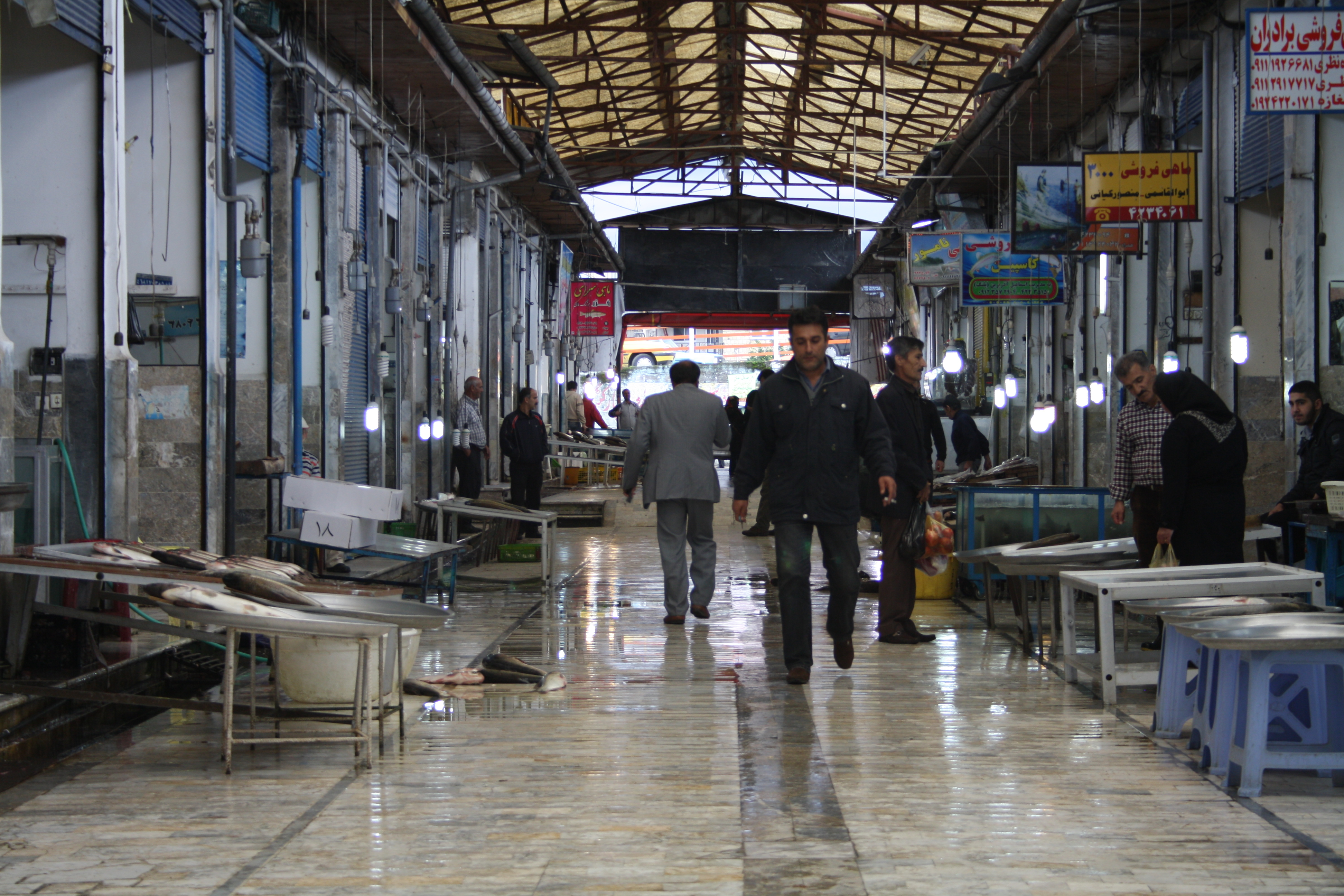
بازار ماهی تنکابن

(پهلوی اول – شماره ثبت ۵۰۰۱ – داخل شهر)
- ساختمان شهربانی تنکابن

(پهلوی – شماره ثبت ۱۵۲۲ – داخل شهر)
- محوطه کورسر

(تاریخی – اسلامی – شماره ثبت ۳۷۷۹ – بخش مرکزی، دهستان گلیجان- روستای لاک تراشان)
- محوطه گورستانی جارمت

(هزاره اول قبل از میلاد- شماره ثبت ۳۷۸۰ – بخش مرکزی، دهستان گلیجان – روستای لاک تراشان)
- محوطه گورستانی جیرمت

(پیش از اسلام – اسلامی – شماره ثبت ۳۷۸۱ – بخش مرکزی، دهستان گلیجان جنوب‌غربی)
- محوطه و گورستان جیر لپه دشت

(هزاره اول اسلامی – شماره ثبت ۳۷۸۵ – بهش مرکزی، دهستان گلیجان -روستای لاک تراشان)
- محوطه کوره سر

(احتمالاً اسلامی – شماره ثبت ۳۷۸۳ – بخش مرکزی، دهستان گلیجان -روستای لاک تراشان)
- بنای سنگی کوره سر

(احتمالاً اسلامی – شماره ثبت ۳۷۸۲ – بخش مرکزی، دهستان گلیجان -روستای لاک تراشان)
- بنای تُنِکا

(قرن ۶ ه‍.ق – شماره ثبت ۲۱۹۶۲ – بخش خرم‌آباد، روستای قلعه گردن)
- پل چشمه کیله

(پهلوی اول – شماره ثبت ۳۳۲۹ – داخل شهر)
- پل فلزی ولی آباد

(پهلوی اول – شماره ثبت ۲۱۹۷۱ – بخش مرکزی، دهستان میر شمس الدین-روستای ولی آباد)
- پل قلعه گردن

(صفویه – شماره ثبت ۲۱۹۶۹ – بخش خرم‌آباد، دهستان بلده -روستای لاک تراشان)
- پل زنگشامحله

(قاجاریه – شماره ثبت ۲۱۹۷۰ – بخش مرکزی، دهستان گلیجان -روستای زنگشامحله)
- پل علی‌آباد

(قاجاریه – شماره ثبت ۲۲۰۱۲ – بخش مرکزی، دهستان گلیجان -روستای علی‌آباد)
- پل علی‌آباد پایین

(قاجاریه – شماره ثبت ۲۲۱۹۷۸ – بخش مرکزی، روستای علی‌آباد پایین)
- پل چالکش

(قاجاریه – شماره ثبت ۲۲۰۴۲ – بخش مرکزی، روستای چالکش)
- پل یک دهنه لَپاسَر

(قاجاریه – شماره ثبت ۲۲۰۴۱ – بخش مرکزی، روستای لَپاسَر)
- پل دو دهانه خشت نو

(قاجاریه – شماره ثبت ۲۱۹۸۳ – بخش خرم‌آباد، دهستان بلده، روستای تشکون)
- پل فلزی چالکرود

(پهلوی اول – شماره ثبت ۲۱۹۹۲ – بخش خرم‌آباد، روستای چالکرود)
- پل رضا شاهی

(پهلوی اول – شماره ثبت ۲۱۹۹۰ – بخش خرم‌آباد، روستای قلعه گردن)
- پل فلزی شیرود

(پهلوی اول – شماره ثبت ۲۱۹۹۷ – روستای شیرود)
- پل فلزی نشتارود

(پهلوی اول – شماره ثبت ۲۱۹۶۰ – نشتارود)
- دبیرستان سنایی

(پهلوی اول – شماره ثبت ۲۱۹۹۴ – خرم‌آباد)
- مدرسه پهلوی سابق(حضرت نرجس فعلی)

(پهلوی اول – شماره ثبت ۲۱۹۸۳ – داخل شهر)
- حمام مَکرود

(قاجاریه – شماره ثبت ۲۱۹۸۳ – بخش نشتا، دهستان تمشکل، روستای مکرود)
- حمام امیر اسعد

(قاجاریه – شماره ثبت ۲۱۹۸۳ – بخش خرم‌آباد، دهستان دوهزار، روستای بالااشتوج)
- مسجد امیراسعد

(قاجاریه – شماره ثبت ۲۱۹۷۹ – بخش خرم‌آباد، روستای بالااشتوج)
- مسجد گیل محله

(قاجاریه – شماره ثبت ۲۱۹۸۰ – بخش مرکزی، دهستان گلیجان، روستای گیل محله)
- ساختمان ایستگاه کشاورزی

(پهلوی اول – شماره ثبت ۲۱۹۶۵ – بخش خرم‌آباد، شهر خرم‌آباد)
- بنای اداره چای تنکابن

(پهلوی اول – شماره ثبت ۲۳۱۴۷ – داخل شهر، خیابان تختی)
- حوض و سکوی ناهارخوران

(قاجاریه – شماره ثبت ۲۱۹۷۲ – بخش خرم آّباد، شهر خرم‌آباد)
- خانه حاج خلیلی

(اواخر قاجاریه – شماره ثبت ۵۰۰۱ – خ شهید مطهری، نرسیده به مسجد ساعد)
از جمله آثار قدیمی دیگر شهرستان عبارتند از: عمارت دیوان خانه و مسجد قدیمی و قلعه پیروز در شهر خرم‌آباد در حدود یک کیلومتری جنوب شهر تنکابن؛ عمارت منتظم دیوان و حمام قدیمی در آبادی گُلیجان در دو کیلومتری جنوب غربی شهر تنکابن؛ عمارت شیخ نورالدین در آبادی نورآباد (احمدسرا) در هشت کیلومتری مغرب شهر تنکابن ن؛ پل‌های آجری در مسیر آبادی‌های رَمَج محله ـ کچانک و نسیه محله ـ فقیه محله و روستای بُرامسر؛ مسجد علامه؛ مدرسه سلیمانیه؛ و گورستانی قدیمی در آبادی سلیمان‌آباد (کالامور) در هشت کیلومتری جنوب غربی شهر تنکابن، منطقه جنگلی دینارسرا، مرداب نشتارود، منطقه ییلاقی داغ کوه، منطقه جنگلی سفیدآب و کوه سر، آبشار کمیلیه و کوه سرو دینارسرا

## قلعه‌ها، برجها و آتشکده‌ها در شهرستان تنکابن
در تنکابن آثار حدود سی قلعه از دوران‌های مختلف به جا مانده که از جمله آن‌ها عبارتند از:
- قلعه تنکا (دژ گلیج) (اسلامی – شماره ثبت ۳۳۲۲)
- قلعه گران تنکابن
- قلعه کوتی تنکابن
- قلعه نوشاه تنکابن
- قلعه نرگس تنکابن
- قلعه مروان تنکابن
- قلعه خانه بن تنکابن
- قلعه سه هزار تنکابن
- قلعه هاله کله تنکابن
- قلعه بهکله تنکابن
- قلعه سیاورز تنکابن
- قلعه رودپشت تنکابن
- قلعه سیاه لان تنکابن
- قلعه سفید کوه تنکابن
- قلعه خشن چال تنکابن
- قلعه دختر تنکابن
- قلعه ذوات تنکابن
- قلعه دژ کلار (سه قلعه از تنکابن تا کلاردشت)
- قلعه لشکرک تنکابن
- قلعه هلوکله تنکابن

### قلعه تنکا (دژ گلیج)
در کنار رودخانه گلیجان یا «چشمه کیله» قلعه‌ای بنا شده‌است که پی آن از سنگ و ساروج است و بخش‌های بالای دژ از آجر و چوب «سر» ساخته شده‌است. چوب «سر» از چوب‌های سخت جنگلی است. دور قلعه را دیواری کشیده‌اند، از سنگ که یک دروازه کوچک برای عبور یک نفر دارد! گلیج، در گذشته منطقه بزرگی بود و فرمانروای گلیج را «گلیجان» یا «اسپهبد تنکابن» می‌گفتند که در این قلعه سکونت داشت. پیشینه این قلعه را تا زمان ساسانیان نوشته و گفته‌اند که در طول تاریخ ایستاده‌است و آسیب‌ها دیده‌است. در کنار قلعه، باغی از پرتقال است و مدرسه یی ساخته‌اند که دانسته یا ندانسته از سنگ و آجر قلعه کنده‌اند و در آن مدرسه بکار برده ند.

### قلعه دوم یا قلعه «گران»
در ضلع شرقی «چشمه کیله» بر بالای تپه ماهورهایی که از سلسله جبال البرز فاصله دارد، «قلعه گران» بنا شده‌است. دروازه بزرگی دارد از چوب و دو اتاق دیده‌بانی در دو طرف آن. به دلیل رونق این منطقه درگذشته که گذرگاه کاروان‌ها بود، ساختمان این قلعه نیز مثل «قلعه تنکا» بود که آثار آن باقی مانده‌است.

### قلعه سه هزار
این قلعه در سه هزار واقع است و در سال ۸۹۰ خورشیدی (۹۱۶ ه‍.ق) تعمیر شد، کاخ این قلعه دوازده برج داشت و ساختش سه سال به طول انجامید، خان احمد خان در جنگ با سپاهیان شاه عباس صفوی مدتی در این قلعه پناهنده شد.

### قلعه مروان (مران)
فریا استارک در سفرنامه‌اش در مورد این قلعه می‌نویسد: «... در پیچ دره یک قلعه باستانی نگهبانی به نام قلعه مران که اینک از آن تپه‌ای از ستونهای سنگی برجای مانده‌است، دیده می‌شود و امروزه آثار اندکی از بقایای این دژ در روستای مران سه‌هزار باقی مانده‌است».

### قلعه کوتی
سومین قلعه از قلاع تنکابن، قلعه کوچکی است به نام قلعه «کوتی» که دروازه آمد و شد مردم بود. این قلعه در سمت غرب رودخانه چشمه «کیله» واقع شده‌است. قلعه «کوتی» در بالای تپه، یک چاه سنگ چین عمیق داشت که در عمق به یک راه زیرزمینی وصل می‌شد. راه پنهان که نگهبانان از آن رفت‌وآمد می‌کردند و به یک اتاق بزرگ ختم می‌شد. «کوتی دژ» مرکز راهداری بود که ۵۰ متر ارتفاع داشت و انبارهایی که درآمدهای مالیاتی در آن ذخیره می‌شد، مأموران راهداری در انتهای این تپه نگهبانی می‌دادند و از راه دور علامات نگهبانان قلعه گران را دریافت می‌کردند. آن‌ها راه‌ها را دیده‌بانی نیز می‌کردند و دشت سبز تنکابن را زیر نظر داشتند و به شکایت مردم می‌رسیدند و برای آن‌ها کارگشایی می‌کردند. از تونلی که در زیر قلعه «کوتی» به دستور اسپهبد گلیج کنده بودند، آب ویلهم رود به شرق خرم‌آباد تنکابن می‌رسید که هنوز هم به همان شکل دایر است.

### قلعه سیاه لان
سیاه لان به معنی کوه سیاه یا خشم آلود است که در انتهای رودخانه دوهزار قرار دارد. در سرچشمه دوهزار چند قلعه وجود دارد که قلعه سیاه لان در مرتفع‌ترین آن‌ها واقع است که بالاتر از قلعه «خانه بن» و دشت بزرگ «دریاسر» است.
قلعه یا دژ «سیاه لان»، تماماً از سنگ است و پر از حفره‌ها و گودال‌های عمیق (تقریباً ده متر) که از سنگ و آهک کوبیده‌است. در کف زمین دو اتاق و یک تونل باریک است که دشوار و به حالت سینه خیز می‌توان از آنجا گذشت و پایین رفت. این قلعه اتاقی دارد از سنگ‌های پهن مربعی شکل که ارتفاع آن دومتر است و دیوارهایش از سنگ و ساروج است که سطح بیرونی آن را گل اندود کرده بودند تا از دور دیده نشود.
قلعه سیاه لان از طرف غرب، تمام آبادی‌های الموت را زیر نظر داشت و از شرق ناظر بر روستاهای دوهزار بود (مسیری که قلعه زیر نظر دارد. از همان ابتدا تا حال مسیر عبور و مرور روستاییان دوهزار و الموت است) و در فصل‌های بهار و تابستان و پاییز که عبور و مرور بیشتر بود، کنترل بیشتر می‌شد. در فصل تابستان راه پر از برف و یخ می‌شد و بسته می‌شد. ارتفاع این قلعه که بر بالای کوه بود ۴۱۰۰ متر است.

### قلعه نرگس
قلعه نرگس در منطقه سه هزار واقع شده‌است و بر بالای کوهی به همین نام قرار دارد که بالاتر از آبگرم سه‌هزار (آبگرم تخت سلیمان) واقع شده‌است. هر دو قلعه یعنی «نرگس» و «سیاه لان» در انتهای مخروطی سه هزار و دو هزار قرار گرفته‌اند که نرگس بر مسیر طالقان و سیالان بر الموت مشرف است و هر دو قلعه بر همدیگر مشرف هستند. از طرف شمال نیز راه سه هزار زیر نظر نگهبانان «نرگس» بود که در مواقع خطر سنگ‌های بزرگ و سنگین را بر سر مهاجمان فرو می‌غلتانیدند. در پیرامون «قلعه نرگس» آثار حصار یا دیوار دیده نمی‌شود؛ ولی آثار سنگ و حفاری و آهک و ساروج دیده می‌شود. «نرگس» نیز به طمع گنج، از کند و کاو سودجویان در امان نماند و در حال حاضر جان پناه چوپانان است.

### قلعه مارکو
قلعه مارکو بین تنکابن و سخت سر (رامسر فعلی) قرار دارد. قلعه بر کوهی است منفرد و مثلثی شکل از جنس آهک که از سلسله جبال البرز جدا مانده‌است. انتهای قلعه دیده‌بانی داشت که مسافران گیلان به تنکابن را تحت نظر داشت و مراقب مهاجمین بود که از جنگل بیرون می‌آمدند و به صورت جنگ و گریز به رهگذران یا قلعه هجوم می‌آوردند. قلعه مارکو بر سر راه اشکور سفلی و سخت سر (رامسر) سر راه گیلان و مازندران قرار داشت. قلعه مارکو را آل بویه متصرف شدند و در آن دیدبان گذاشتند تا کاروانیان در امان بمانند. قلعه مارکو طی صدسال اخیر کم‌کم نابود شد و سنگ‌های آن به عنوان سنگ بنا به غارت رفت و قلعه و نصفی از کوه نابود شد. در حال حاضر در اطراف قلعه چند ویلا ساخته‌اند و مردم برای تفریح و هواخوری به مارکو می‌روند!

### قلعه سفیدکوه
قلعه سفیدکوه در ارتفاع ۳۵۰۰ متری دریا درکوه‌های اشکور علیا قرار دارد و در دامنه غربی کوه، دشت وسیعی است. در نوک مخروطی قله، آتشگاهی بود که آثار آن هنوز باقی است و کم‌کم به زیارتگاه اسلامی تبدیل می‌شود که روزهای جمعه به ویژه در بهار و تابستان، مهاجرین و بومیان اشکور در آنجا مراسم مذهبی و قربانی اجرا می‌کنند و دو روز در آنجا می‌مانند و به روستاهایشان برمی گردند. در رأس مخروط، منطقه یی در ابعاد ۱۰*۴ متر تعبیه شده‌است و عمق آن دومتر است و مردم از آن به عنوان مسجد و استراحتگاه استفاده می‌کنند و بخش دیگری از بنا، آشپزخانه است. در بالاترین نقطه کوه چشمه یی است به نام «میانکوه»، در بخش جنوبی کوه، قبرستانی است با صدها قبر که اموات به سبک و شیوه زردشتیان دفن شده‌اند. نگهبانان قلعه، راه الموت، رودبار و خود اشکور علیا را تحت نظر داشتند.

### قلعه خشن چال
«خشن چال» قلعه کوچکی است در شمال شرقی، سفیدکوه که راه آن غیرقابل عبور است. بر اثر گسل زایی و فروریختن مسیر و اطراف آن، حتی شکارچی‌ها و کوهنوردان حرفه یی از آن به سختی عبور می‌کنند. آثار این قلعه تنها در نقطه یی از میانکوه با دوربین‌های چشمی دیده می‌شود. نگهبانان قلعه رفت‌وآمدهای طرف الموت را تحت نظر داشتند. یک نکته نانوشته و ناگفته نماند که تمام قلعه‌های تنکابن، روبه سوی غرب (ارومیه ـ آذربایجان غربی) است. به روایتی، زرتشت پیامبر در ارومیه متولد شده‌است. به همین دلیل، تمام قلعه‌های باستانی ایران روبه سوی ارومیه ساخته شده‌است.

### قلعه ذوات
در رأس یک کوه مثلثی شکل که یک ضلعش به رودخانه چالوس است و ضلع دیگرش به سردآبرود، جنگل است؛ و در آن جنگل دوبرج همانند که قسمت زیرین آن‌ها محوطهٔ است با یک راهرو و دالان به طول ده متر می‌گویند که درگذشته‌های دور انبار غله و برنج و کاه بوده در موقع خطر، آتش روشن می‌کردند و مردم را خبر می‌کردند که در آن جا پناه بگیرند. این برج و قلعه که سنگ و ساروجی است تا زمان علویان آمل رونق داشت. «زید علوی» از این قلعه دیدن کرد ومردم به استقبال او آمدند. اما جانشین او به دست امیر اسماعیل سامانی کشته شد.

### قلعه دختر
از دیگر قلعه‌های منطقه تنکابن، قلعه دختر است که روبروی قلعه «ذوات» است وهم سوی قلعه «بهرام در بسطام». هرسه قلعه بر انتهای کوه‌ها هستند و با افروختن آتش در قلعه‌ها، هرسه قلعه همدیگر را خبر می‌کردند. از قلعه دختر، آثار برج و باروهای سنگی و اتاق‌ها هنوز باقی است.

### دژ کلار
برتل بزرگی در مرکز کلاردشت، آثار دژ بزرگی باقی است که مرکز فرمانروایان کوهستان کلاردشت، کلارستانی، کجور و تنکابن بود و گاهی مقر فرماندهی بلادی بود که از حاکمیت کلاردشت خارج بود. پی دژ سنگی و دیواره‌های آن آجری است و در ابعاد ۵۰۰متر در ۵۰۰متر حصاری بر آن کشیده‌اند. بخش داخلی دژ طوری ساخته شده بود که نگهبانان دژ، آسان می‌توانستند از کمر وبالای دیوار راه بروند ولی از بیرون امکان صعود نبود. در بیرون خندقی به پهنای چهارمتر، دورتادور دژ حفر کرده بودند که امکان ورود به قلعه را غیرممکن می‌کرد.
دژ کلار، چهار دروازه داشت و در دو طرف دروازه‌ها برج‌های دیدبانی بود که از دشت کلار حراست می‌کردند. در اطراف دژ پناهگاه‌هایی ساخته شده بود که آثاری از آن‌ها باقی است و هرکدام، خود به نام قلعه معروف است مثل قلعه علمدار، در شرق، «کلار» بر بالای یال و «رزاکول» و «عثمان قلعه» و «کلومه» یا قلعه «لریزولش سر» که همه در اطراف دژ کلار بودند و بر اثر حفاری‌های غیرقانونی ویران شده‌اند. قدمت دژ کلار به زمان ساسانیان می‌رسد.

## اماکن اقامتی و توریستی شهرستان تنکابن
- هتل رستوران بهارستان (کریم آباد)
- مجتمع فرهنگی رشد
- مجتمع اقامتی چالدره (واقع در پارک جنگلی چالدره)
- هتل رستوران بهارستان (کریم آباد)
- مهمانپذیر ایران (خیابان جمهوری سبزه‌میدان)
- هتل صدرا (کریم آباد)
- هتل آوا (جنب چشمه کیله)
- هتل سیالان (دو هزار-دوراهی دریاسر)
- متل شایان (جنب چشمه کیله)
- مجتمع اقامتی و تفریحی سیمرغ (ولی آباد)
- سوئیت‌های اقامتی آیلار (ولی آباد)
- هتل آپارتمان پگاه (دو هزار-نرسیده به دوراهی دریاسر)
- هتل دنیا (تنکابن)
- هتل گل (تنکابن)
- هتل مروارید (تنکابن)
- هتل آپارتمان رادمهر (تنکابن-شیرود)
- خونه گلی (روستای چلاسر-تنکابن)
- معین (تنکابن-خرم‌آباد روستای گاو)
- هتل وازیک (واقع در نشتارود)
- هتل آرزو (جنب پمپ بنزین نشتارود نشتارود)
- هتل نجاتی (کیلومتر ۵ تنکابن به نشتارود)
- متل سویل (کیلومتر ۵ تنکابن به نشتارود)
- هتل و تالار ترافیک (نشتارود تنکابن)
- هتل ونوس (نشتارود تنکابن)
- مجتمع اقامتی گیسا (واقع در پایانه تنکابن)[۲۱۸]

## اماکن مذهبی شهرستان تنکابن

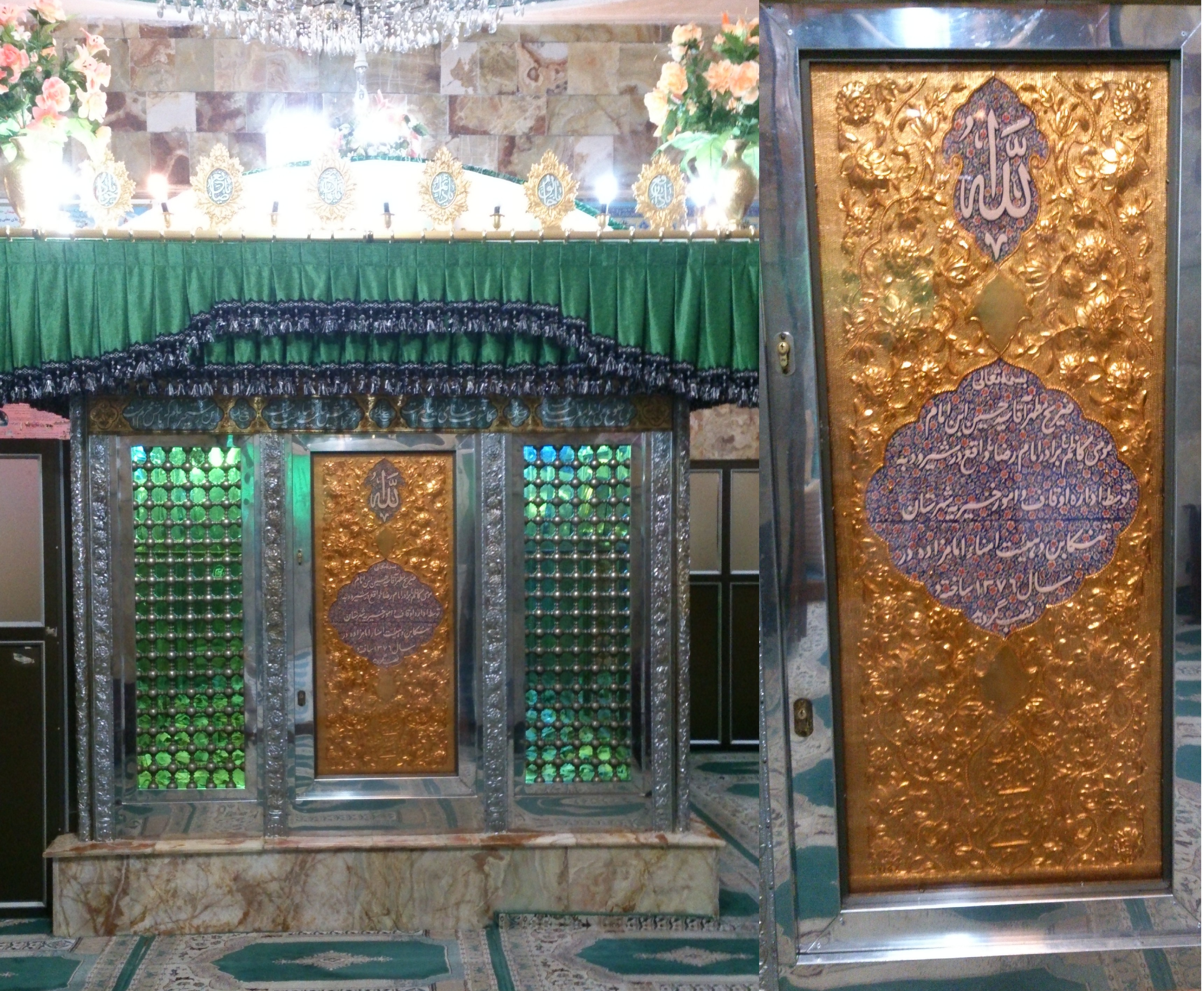
امامزاده سید حسین بن موسی الکاظم شیرود-تنکابن

امامزاده آقا میر شمس الدین روستای میرشمس الدین

امامزاده آقا شیر علی میان ناحیه خرم‌آباد

امامزاده سید حسن روستای زیارت ور

امامزاده سید محمد

این شهرستان مدفن چندین امامزاده از تبار امامان شیعه از جمله فرزندان امام موسی کاظم است.
- بقعه سیدحسین بن موسی الکاظم در شیرود (برادر رضا)
- بقعه آقامیرشمس الدین در روستای میرشمس الدین (از نوادگان موسی کاظم)
- بقعه آقاشیرعلی درمیان ناحیه خرم‌آباد
- بقعه ایوب پیغمبر در روستای پرچور عباس‌آباد
- بقعه دانیال پیامبر در روستای دانیال کلارآباد
- امامزاده آقا سید حسین در روستای پلتکله
- امامزاده سید محمدطاهر در آبادی حاجی محله دهستان میرشمس الدین
- امامزاده قاسم در دوهزار
- امامزاده سید محمد در روستای واچک (سید عبدالحی ابن سید صدرالدین مرعشی)
- امامزاده سید حسن روستای زیارت ور عباس‌آباد
- بقعه سیدجلال در آبادی زَرَوج محله گلیجان
- امامزاده سید محمدآبادی فقیه محله گلیجان
- امامزاده سید قوام الدین کبود کلایه
- بقعه صالح بن علی
- بقعه سّید علی کیا در روستای رودپشت
- بقعه سیده زیبا خانم
- بقعه بی بی نورزاده خانم در مزردشت خرم‌آباد
- امامزاده درویش ماهرو تنکابن
- امامزاده سید ابوالحسن الموید بالله
- بقعه سید ابوجعفر ثائری ابیض تنکابن
- بقعه سیدحبیب اللّه
- بقعه سیدرضا در آبادی شیرود
- امامزاده سید قاسم در شیرود
- امامزاده برهان الدین سپهسالار در سه هزار
- امامزاده سید صادق در بالابند گلیجان
- بقعه دو برادران در آبادی کَچانَک در سه کیلومتری
- بقعه میرسبحان در آبادیِ تمیجانَک
- امامزادگان طاهر و مطهر در سیف کلایه
- امامزاده اوج بن علی پایین اشتوج
- امامزاده آقا میربخش رضا رودگر محله نشتا

و بیش از شصت امامزاده و بقعه دیگر را می‌توان نام برد.
کل بخش.

## مشاهیر و نام آوران تنکابن
- محمد ولی خان خلعتبری تنکابنی، معروف به سپهدار تنکابنی، حکمران مازندران و گیلان، که پنج دوره رئیس‌الوزرای ایران بود.
- علی‌اکبر شیرودی، خلبان جنگی ایرانی
- سردار شهید علیرضا رودسر ابراهیمی، از همرزمان نزدیک شهید همت
- محمد تقی فلسفی
- علی فلسفی
- حکیم محمد مؤمن تنکابنی
- حکیم حسین بن ابراهیم تنکابنی
- حکیم میرزا سید احمد تنکابنی
- میرزا سلیمان تنکابنی
- میرزا محمد تنکابنی
- محمدرضا تنکابنی
- مسلم بهادری
- شیخ علی‌اکبر الهیان تنکابنی
- جمشید مشایخی
- اسماعیل محرابی
- نادر مهرگان
- شهاب حسینی
- کامبیز دیرباز
- لادن مستوفی
- سلمان هراتی
- سیمین غانم
- فاطمه واعظی
- فرزین عابدینی
- مجید اخشابی
- بنیامین بهادری
- مجتبی گلیج
- فرزان عاشورزاده
- مهدی خدابخشی
- جواد اصغری‌مقدم
- سعید شیرود قربانی
- حسن آذری (بوکسور)قهرمانان ملی
- حسین آذری (بوکسور) قهرمانان ملی
- حجت یارمحمدی (بوکسور) قهرمانان ملی
- علی بحری (بوکسور) قهرمانان ملی
- محمد رحمتی (بازیکن فوتبال)
- محمد مختاری (بازیکن فوتبال)
- سید شمس‌الدین حسینی
- ابوالحسن مجتهدسلیمانی
- مرتضی کلانتریان
- علی نجفی توانا
- لیلی افشار
- ملامحمد توبنی لاریجانی

## مراکز آموزش عالی
- دانشگاه آزاد اسلامی واحد تنکابن
- دانشگاه پیام نور مرکز تنکابن
- مؤسسه آموزش عالی آیندگان تنکابن
- مؤسسه آموزش عالی شفق نشتارود تنکابن
- مؤسسه غیرانتفاعی رودکی تنکابن
- آموزشکده فنی و حرفه ای سما واحد تنکابن
- دانشکده علوم پزشکی و خدمات بهداشتی درمانی غرب مازندران

## نگارخانه

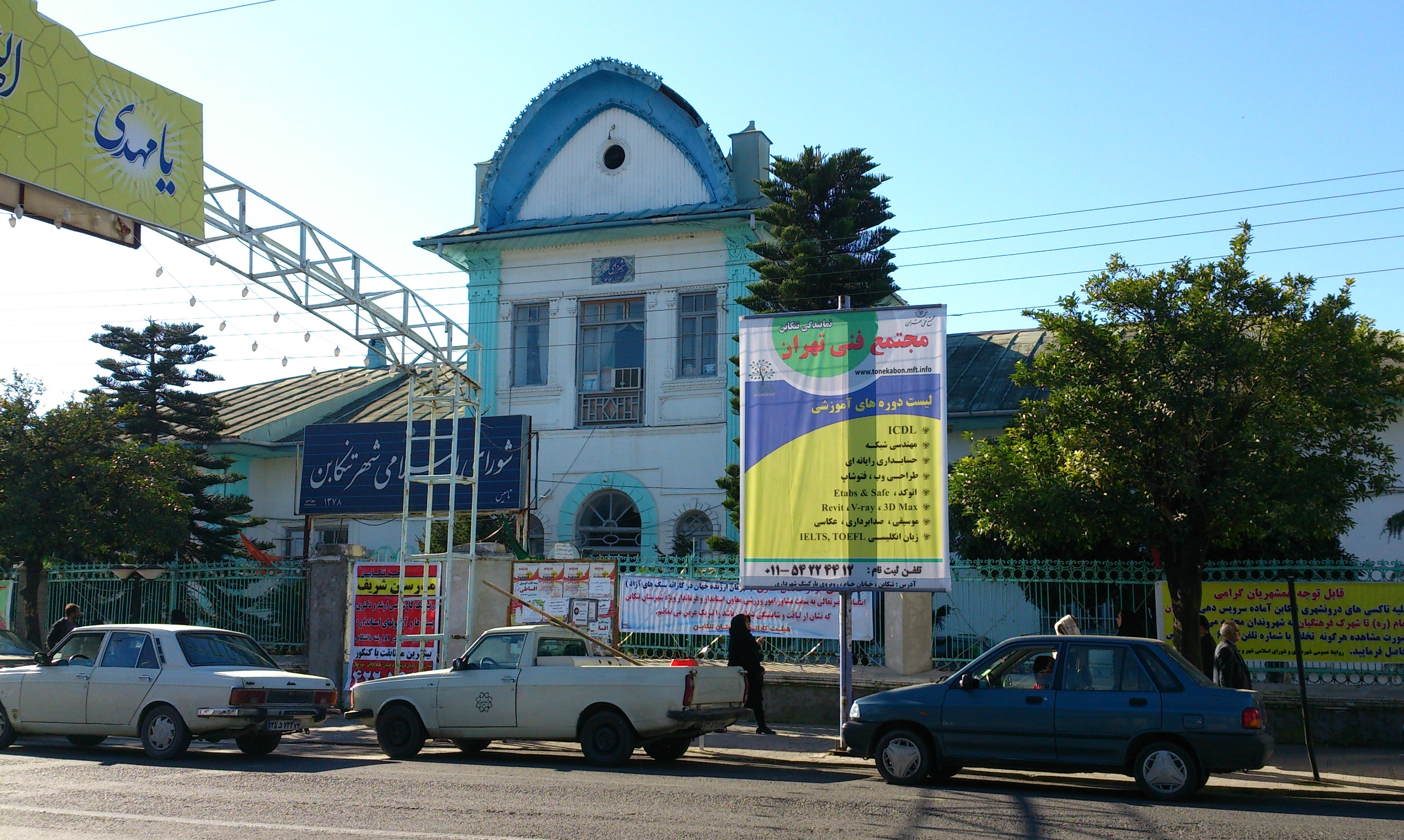
شهرداری تنکابن
خرمن سرا ۱۳۴۰ روستای سیاه‌بند
چشمه کیله-بارش برف سنگین بهمن ۹۲
خیابان شهربانی در قدیم
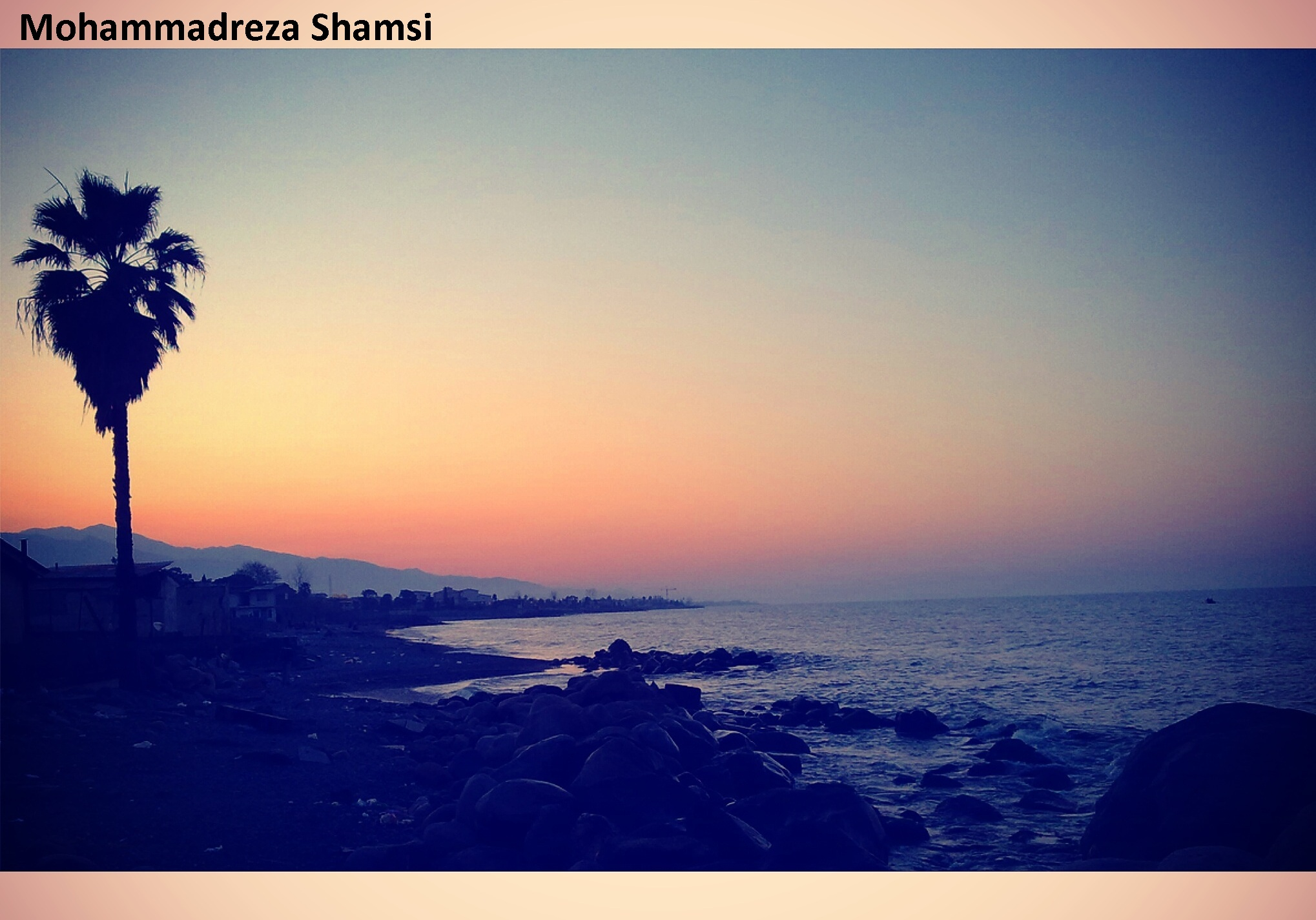
ساحل تنکابن، ولی آباد